# Dunkerque
Dunkerque (en francés Dunkerque, pronunciado dɛ̃kɛʁk), conocida también como Dunquerque en español y en neerlandés como Duinkerke, es una ciudad portuaria del norte de Francia, situada en el departamento del Norte, en la región de Alta Francia. Se produjo la evacuación de la Operación Dinamo, durante la Segunda Guerra Mundial desde las playas de la ciudad. 
Situada a 10 km de la frontera con Bélgica, la ciudad pertenece al Flandes francés, de dialecto flamenco.
La población de la ciudad, según el censo de 2019 era de 86 279 habitantes, aunque la totalidad del área metropolitana tiene 257 269 habitantes. Es la quinta ciudad de la región después de Lille, Amiens y dos ciudades de la periferia de Lille: Roubaix y Tourcoing.
Dunkerque es el tercer puerto de Francia después de Marsella y El Havre. Es una ciudad industrial importante y una de las principales plataformas energéticas del país. La central nuclear de Gravelinas, la mayor de Europa occidental con seis reactores y segunda en Europa después de la central nuclear de Zaporiyia en Ucrania, está ubicada a unos 20 kilómetros del centro. 
La ciudad es un importante lugar de turismo nacional y regional pues es muy conocida en el país por su gran carnaval que tiene lugar cada año entre el mes de enero y marzo, por su playa de arena en el barrio de Malo-les-Bains que atrae a muchas personas en verano, su patrimonio histórico y la gastronomía local. Desde el 1 de septiembre de 2018, los transportes públicos son gratuitos convirtiendo Dunkerque en el mayor área metropolitana de Europa a disponer de una red gratuita para todos (residentes y visitantes).

## Origen del nombre
El nombre significa "iglesia de la duna" y proviene de las palabras duin (duna) y kerk (iglesia) en neerlandés, la lengua original de la región (el dialecto local siendo el flamenco occidental), todavía hablada por poca gente.

## Geografía
Dunkerque está situada junto al mar del Norte, a 10 km de la frontera con Bélgica. Es la más septentrional de las grandes ciudades de Francia (es decir, la que está más al norte). Está a 35 km de Calais, 70 km de Lille y a menos de 300 km de cinco capitales europeas (París, Bruselas, Ámsterdam, Luxemburgo y Londres).
La ciudad se caracteriza por su carácter llano: el punto más alto se encuentra a sólo 17 metros sobre el mar y la altura media es de 4 metros.

### Clima
| Parámetros climáticos promedio de Dunkerque (normales 1991–2020, extremos 1892–presente) | Parámetros climáticos promedio de Dunkerque (normales 1991–2020, extremos 1892–presente) | Parámetros climáticos promedio de Dunkerque (normales 1991–2020, extremos 1892–presente) | Parámetros climáticos promedio de Dunkerque (normales 1991–2020, extremos 1892–presente) | Parámetros climáticos promedio de Dunkerque (normales 1991–2020, extremos 1892–presente) | Parámetros climáticos promedio de Dunkerque (normales 1991–2020, extremos 1892–presente) | Parámetros climáticos promedio de Dunkerque (normales 1991–2020, extremos 1892–presente) | Parámetros climáticos promedio de Dunkerque (normales 1991–2020, extremos 1892–presente) | Parámetros climáticos promedio de Dunkerque (normales 1991–2020, extremos 1892–presente) | Parámetros climáticos promedio de Dunkerque (normales 1991–2020, extremos 1892–presente) | Parámetros climáticos promedio de Dunkerque (normales 1991–2020, extremos 1892–presente) | Parámetros climáticos promedio de Dunkerque (normales 1991–2020, extremos 1892–presente) | Parámetros climáticos promedio de Dunkerque (normales 1991–2020, extremos 1892–presente) | Parámetros climáticos promedio de Dunkerque (normales 1991–2020, extremos 1892–presente) |
| Mes                                                                                      | Ene.                                                                                     | Feb.                                                                                     | Mar.                                                                                     | Abr.                                                                                     | May.                                                                                     | Jun.                                                                                     | Jul.                                                                                     | Ago.                                                                                     | Sep.                                                                                     | Oct.                                                                                     | Nov.                                                                                     | Dic.                                                                                     | Anual                                                                                    |
| ---------------------------------------------------------------------------------------- | ---------------------------------------------------------------------------------------- | ---------------------------------------------------------------------------------------- | ---------------------------------------------------------------------------------------- | ---------------------------------------------------------------------------------------- | ---------------------------------------------------------------------------------------- | ---------------------------------------------------------------------------------------- | ---------------------------------------------------------------------------------------- | ---------------------------------------------------------------------------------------- | ---------------------------------------------------------------------------------------- | ---------------------------------------------------------------------------------------- | ---------------------------------------------------------------------------------------- | ---------------------------------------------------------------------------------------- | ---------------------------------------------------------------------------------------- |
| Temp. máx. abs. (°C)                                                                     | 16.4                                                                                     | 19.1                                                                                     | 24.0                                                                                     | 28.4                                                                                     | 34.0                                                                                     | 34.4                                                                                     | 41.3                                                                                     | 36.2                                                                                     | 35.2                                                                                     | 30.0                                                                                     | 20.1                                                                                     | 16.6                                                                                     | 41.3                                                                                     |
| Temp. máx. media (°C)                                                                    | 7.6                                                                                      | 8.0                                                                                      | 10.2                                                                                     | 13.1                                                                                     | 16.0                                                                                     | 18.9                                                                                     | 21.2                                                                                     | 21.7                                                                                     | 19.3                                                                                     | 15.6                                                                                     | 11.1                                                                                     | 8.3                                                                                      | 14.3                                                                                     |
| Temp. media (°C)                                                                         | 5.5                                                                                      | 5.7                                                                                      | 7.7                                                                                      | 10.2                                                                                     | 13.3                                                                                     | 16.1                                                                                     | 18.4                                                                                     | 18.8                                                                                     | 16.5                                                                                     | 13.0                                                                                     | 9.0                                                                                      | 6.2                                                                                      | 11.7                                                                                     |
| Temp. mín. media (°C)                                                                    | 3.4                                                                                      | 3.5                                                                                      | 5.3                                                                                      | 7.4                                                                                      | 10.5                                                                                     | 13.3                                                                                     | 15.5                                                                                     | 15.8                                                                                     | 13.6                                                                                     | 10.4                                                                                     | 6.9                                                                                      | 4.2                                                                                      | 9.2                                                                                      |
| Temp. mín. abs. (°C)                                                                     | -13.4                                                                                    | -18.0                                                                                    | -7.0                                                                                     | -2.0                                                                                     | -1.0                                                                                     | 4.0                                                                                      | 6.6                                                                                      | 4.0                                                                                      | 4.0                                                                                      | -2.4                                                                                     | -8.0                                                                                     | -10.6                                                                                    | -18.0                                                                                    |
| Precipitación total (mm)                                                                 | 53.9                                                                                     | 45.4                                                                                     | 41.9                                                                                     | 36.7                                                                                     | 45.5                                                                                     | 54.5                                                                                     | 58.5                                                                                     | 64.2                                                                                     | 64.9                                                                                     | 73.0                                                                                     | 79.5                                                                                     | 72.8                                                                                     | 690.8                                                                                    |
| Días de precipitaciones (≥ 1.0 mm)                                                       | 11.4                                                                                     | 9.9                                                                                      | 9.2                                                                                      | 7.9                                                                                      | 8.6                                                                                      | 8.8                                                                                      | 8.5                                                                                      | 9.4                                                                                      | 9.9                                                                                      | 11.9                                                                                     | 13.1                                                                                     | 12.8                                                                                     | 121.3                                                                                    |
| Días de nevadas (≥ 1 mm)                                                                 | 2.9                                                                                      | 2.7                                                                                      | 1.8                                                                                      | 0.8                                                                                      | 0.1                                                                                      | 0.0                                                                                      | 0.0                                                                                      | 0.0                                                                                      | 0.0                                                                                      | 0.0                                                                                      | 0.8                                                                                      | 1.9                                                                                      | 11.0                                                                                     |
| Humedad relativa (%)                                                                     | 86                                                                                       | 84                                                                                       | 81                                                                                       | 80                                                                                       | 79                                                                                       | 80                                                                                       | 80                                                                                       | 80                                                                                       | 81                                                                                       | 83                                                                                       | 84                                                                                       | 85                                                                                       | 81.8                                                                                     |
| Fuente n.º 1: Météo France, Infoclimat.fr (humedad y días con nieve 1961–1990)           |                                                                                          |                                                                                          |                                                                                          |                                                                                          |                                                                                          |                                                                                          |                                                                                          |                                                                                          |                                                                                          |                                                                                          |                                                                                          |                                                                                          |                                                                                          |
| Fuente n.º 2:                                                                            |                                                                                          |                                                                                          |                                                                                          |                                                                                          |                                                                                          |                                                                                          |                                                                                          |                                                                                          |                                                                                          |                                                                                          |                                                                                          |                                                                                          |                                                                                          |

## Barrios
Los diferentes barrios son: Dunkerque-centro, Dunkerque-Sur, Malo-Les-Bains (el más cercano al mar), Rosendaël, Petite-Synthe y las antiguas ciudades de Fort-Mardyck, Mardyck y Saint-Pol-Sur-Mer que se agregaron a la ciudad en las últimas décadas.

Barrios de Dunkerque - Dunkerque centre (Azul), Dunkerque Sud (morado), Malo-Les-Bains (rojo), Rosendaël (verde), Petite-Synthe (amarillo), Fort-Mardyck (verde claro), Saint-Pol-Sur-Mer (marrón), el puerto (negro).

## Historia

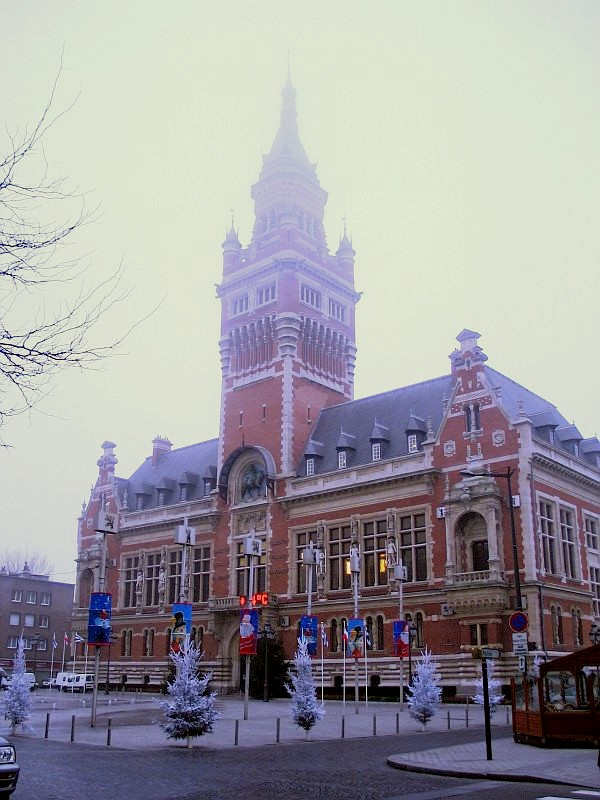
Ayuntamiento de Dunkerque.

La ciudad era posesión del Condado de Flandes  A partir de finales del siglo XV, Dunkerque se incluyó en los Países Bajos de los Habsburgo y posteriormente en los Países Bajos españoles. Estuvo disputada en diferentes ocasiones entre las coronas de Inglaterra, Países Bajos y Francia. Durante la guerra de Flandes (1568-1648) sirvió como base de operaciones a los corsarios de Dunkerque. Fue ocupada por los franceses en 1646 y recuperada por las tropas españolas en 1652.
En el transcurso de la guerra anglo-española y de la guerra franco-española la ciudad fue objeto en 1658 de un asedio por las fuerzas aliadas inglesas y francesas bajo el mando de Turenne. Tras la muerte del gobernador de la ciudad, Willem Bette, marqués de Leyde, los tercios españoles rindieron la ciudad el 24 de junio, que pasó a estar bajo control inglés según lo acordado por Inglaterra y Francia en el tratado de París del año anterior.
El 17 de octubre de 1662 pasó definitivamente a soberanía francesa, cuando Carlos II de Inglaterra la vendió a Francia por cinco millones de libras, aunque el pago no llegó a completarse. Durante el reinado de Luis XIV sirvió de base para un gran número de corsarios, el más famoso de los cuales fue Jan Bart, conocido por atacar a barcos neerlandeses. La construcción de los sistemas defensivos de la ciudad fue encargada al ingeniero militar Vauban. La destrucción de sus fortalezas y el puerto, fue una de las condiciones del tratado de Utrecht, que significó en 1713 la salida de Gran Bretaña de la guerra de sucesión española.
Ya bombardeada durante la Primera Guerra Mundial, la ciudad padeció especialmente durante la Segunda. En 1940 fue escenario de la evacuación hacia Gran Bretaña de más de 330.000 soldados franceses y británicos, estos últimos pertenecientes a la Fuerza Expedicionaria Británica, ante el avance alemán, en lo que fue conocido como Operación Dinamo.
El 14 de diciembre de 2002, el Tricolor, un barco noruego destinado al transporte de coches, chocó con el Kariba (registrado en las Bahamas) y se hundió, lo que representó un inmenso peligro para la navegación en el canal de la Mancha. La noche siguiente el Nicola, barco alemán, tocó el buque naufragado y tuvo que ser remolcado para liberarse. El barco de bandera turca Vicky embarrancó el 1 de enero de 2003 con los restos del Tricolor, pero pudo marchar al subir la marea.

## Demografía
| 26 255 | 21 158 | 24 175 | 23 012 | 27 047 | 23 808 | 27 355 | 29 080 | 29 738 | 32 113 | 33 083 | 34 350 | 35 071 | 37 328 | 38 025 | 39 498 | 39 718 | 38 925 | 38 287 | 38 891 | 34 748 | 32 945 | 31 763 | 31 017 | 10 575 | 21 136 | 27 616 | 27 504 | 73 800 | 73 120 | 70 331 | 70 850 | 69 500 | 68 219 | 92 923 | 91 386 | 88 108 | 86 279 |
| Para los censos de 1962 a 1999 la población legal corresponde a la población sin duplicidades (Fuente: INSEE [Consultar]) |        |        |        |        |        |        |        |        |        |        |        |        |        |        |        |        |        |        |        |        |        |        |        |        |        |        |        |        |        |        |        |        |        |        |        |        |        |

Dunkerque es el centro de la mancomunidad de "Dunkerque Grand Littoral" que cuenta con 17 municipios y 195 917 habitantes en 2018. Además el área urbano que se extiende hasta el departamento vecino del Paso-De-Calais (4 municipios) tiene 56 municipios con un total de 265 974 habitantes.

## Economía

#### Industria y comercio
La economía local disfruta de la posición geográfica de Dunkerque. El puerto industrial y comercial, ubicado sobre la segunda vía marítima más densa del mundo, es el tercer más importante de Francia tras El Havre y Marsella en términos de tráfico. Igualmente tienen importancia las industrias metalúrgica (Arcelor Mittal y Alcan), alimentaria, petroquímica (Total y BP), materiales de construcción (Holcim) y farmacéutica (AstraZeneca y Minakem). Es un polo energético de mayor importancia para Francia, por la presencia de la mayor central nuclear francesa y de Europa occidental en Gravelinas con seis reactores, segunda en toda Europa después de la central nuclear ucraniana de Zaporiyia, las refinerías de petróleo de las empresas francesa Total y británica BP, la presencia de energía eólica con cinco aerogeneradores (la construcción próxima de aerogeneradores en el mar del norte frente a Dunkerque está pendiente) y cabe destacar que el tercio del consumo nacional de gas pasa por los terminales de regasificación en el polígono industrial. Últimamente se ha anunciado la llegada de una planta de construcción de baterías eléctricas para la industria automóvil del francés Verkor.

#### Turismo
Dunkerque es un centro de turismo destacable en la región y el país por su Carnaval y su playa.

#### Transporte
Dunkerque constituye, además, un importante nudo de comunicaciones, tanto por carretera con autopistas hacia Bélgica (Amberes y Bruselas), Países Bajos, Paso-de-Calais (Calais y Boulogne-Sur-Mer) y París como por ferrocarriles con enlaces por TGV (Tren de Alto Velocidad) con Lille y París (además de trenes regionales (TER de cercanías), y por transbordador con Ramsgate y Dover, en Gran Bretaña y Roscoff en Irlanda. Es más, es posible acceder a Inglaterra por tren gracias al túnel del canal de la Mancha en Calais o en la estación de Calais-Frethun donde se para el Eurostar hacia Londres. El aeropuerto más cercano es el de Lille-Lesquin para las conexiones nacionales y europeas. El aeropuerto de Bruselas para conexiones internacionales está a 164km y el aeropuerto de París-Charles de Gaulle a 257km.

## Cultura y educación

#### Espacios naturales
Dunkerque tiene varios parques muy concurridos por los habitantes entre los cuales el parc de la Marine (parque de la Marina) en el centro cerca del puerto deportivo, el parc du château Coquelle (parque del castillo Coquelle) en el barrio de Rosendaël, el parc de Malo (parque de Malo) en Malo-Les-Bains, el parc du fort de Petite-Synthe (parque del fuerte de Petite-Synthe en el barrio homónimo), el jardin des sculptures (el jardín de la esculturas rodea el museo del LAAC (Lugar de Arte y Acción Contemporánea de Dunkerque)) y el parc du vent (parque del viento) en las dunas próximas a la playa.
El dique frente al mar del norte con varios restaurantes y bares y los alrededores de los estanques de la Citadelle en el centro, donde se puede admirar un antiguo velero le Duchesse Anne frente al museo portuario o el barco de vapor Princess Elisabeth, son lugares de paseo.

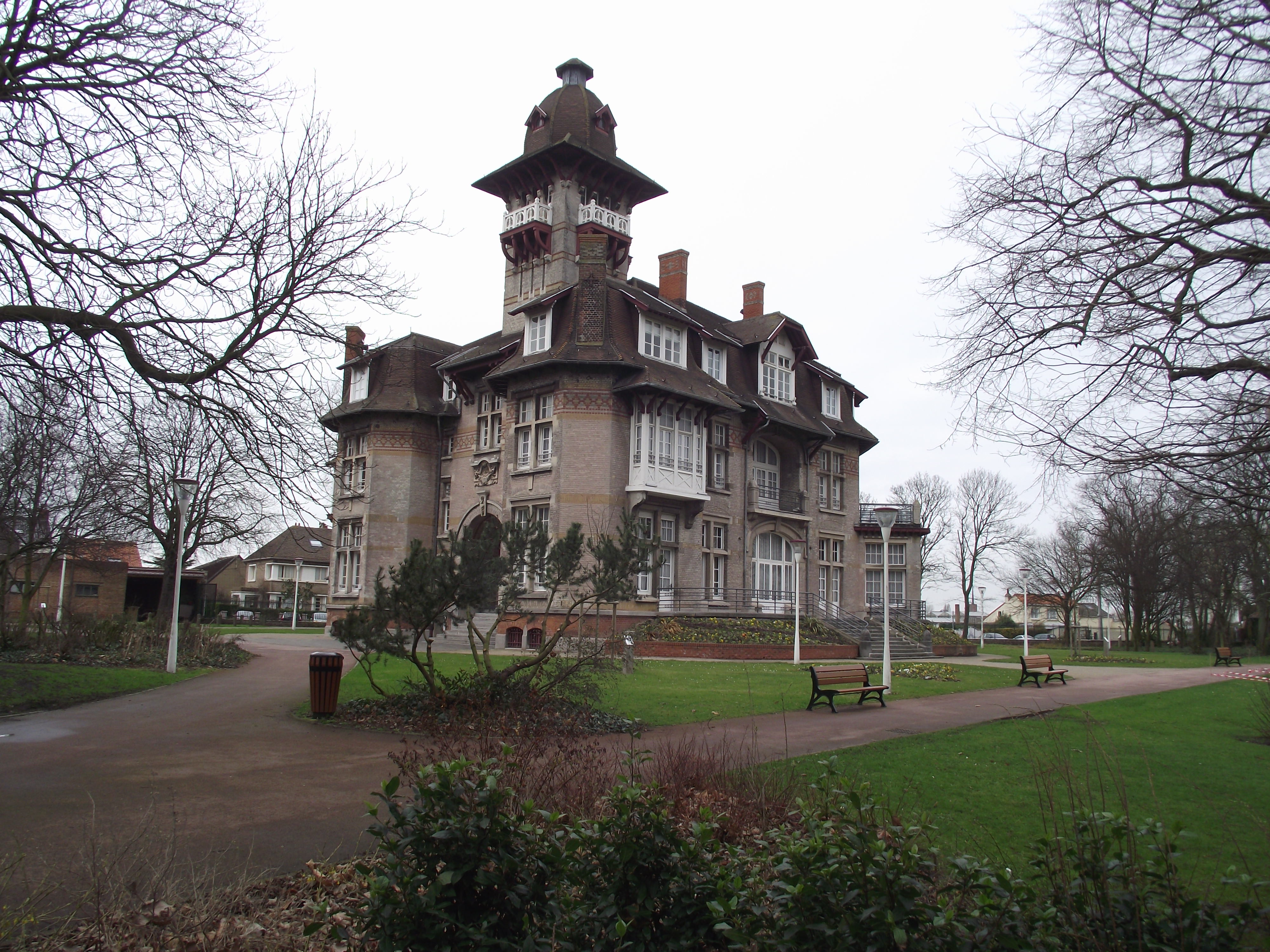
Parque del castillo Coquelle
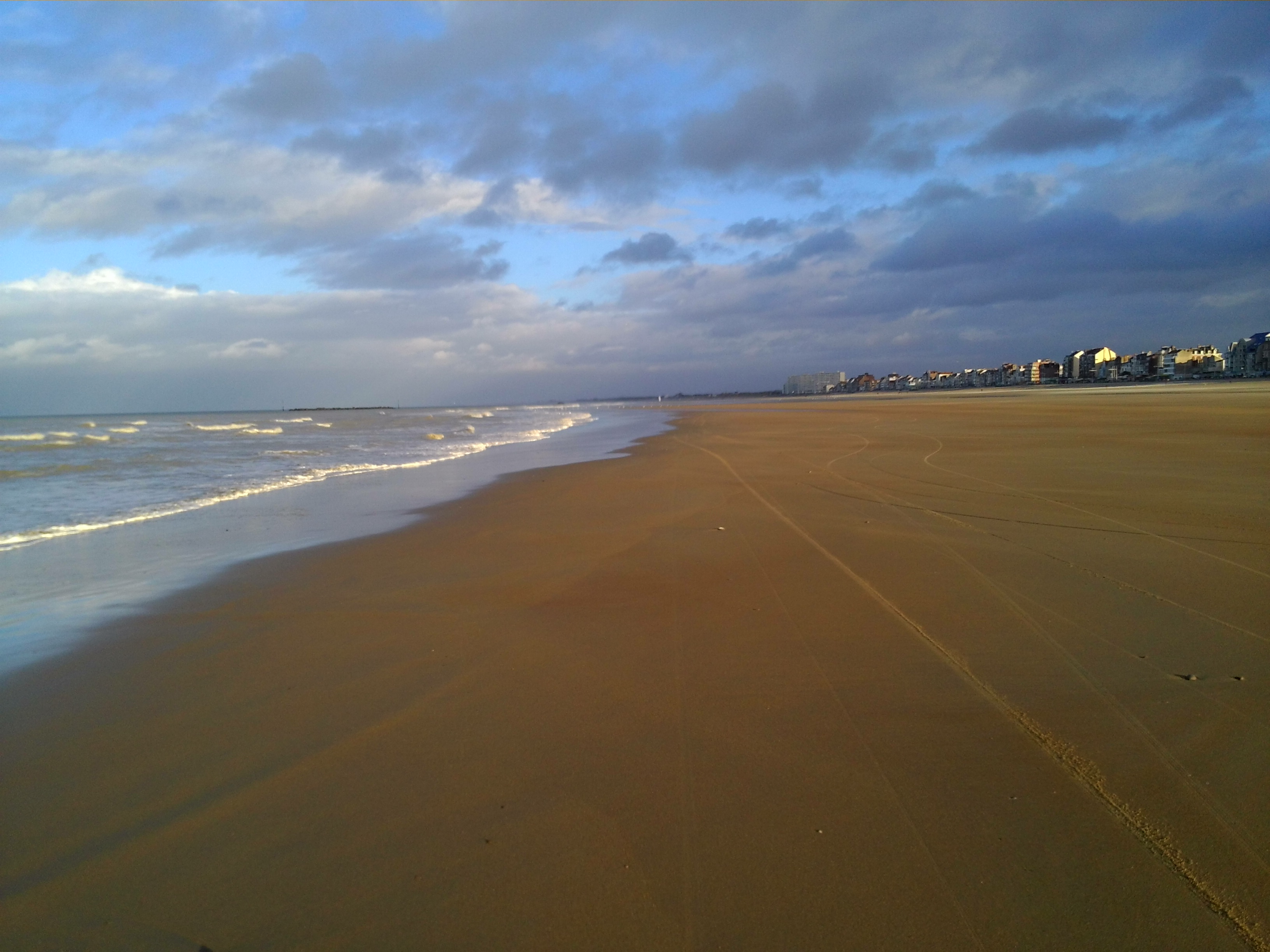
Playa de Dunkerque en Malo-Les-Bains
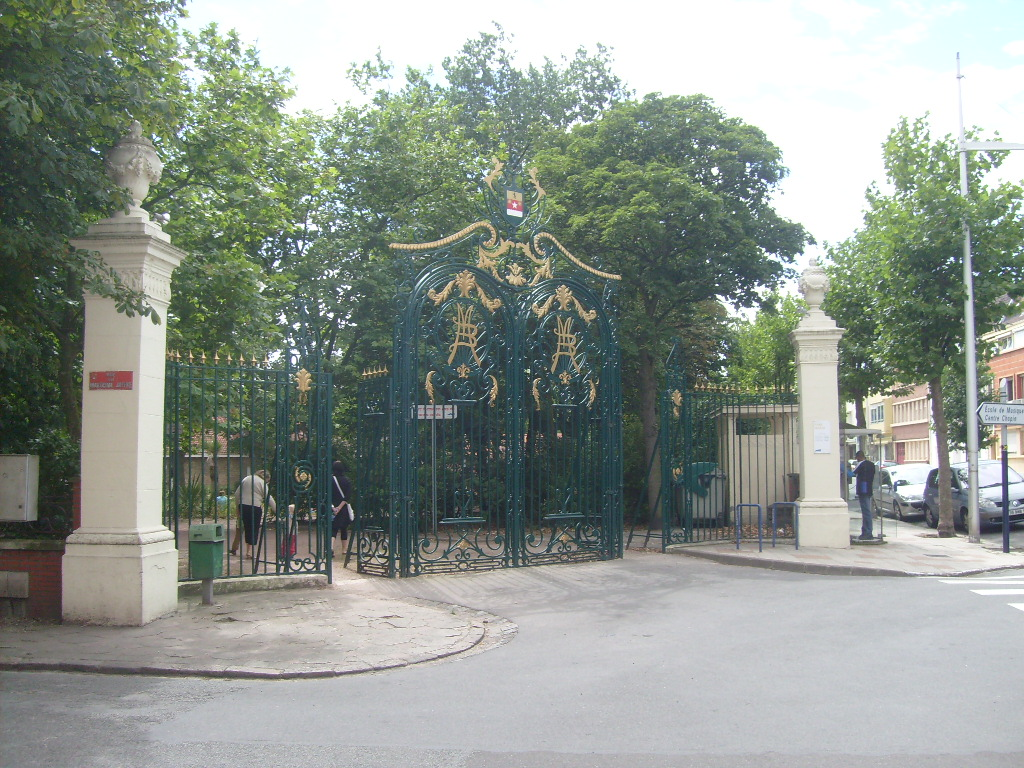
Entrada del parque municipal de Malo
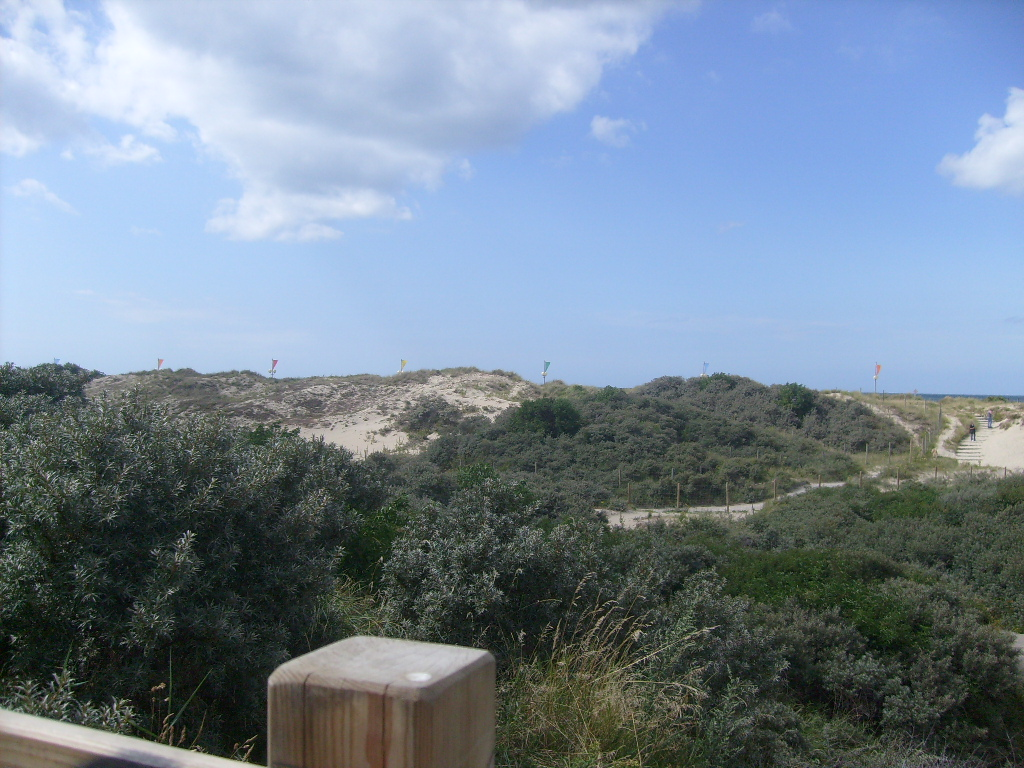
Parque del viento

#### Patrimonio y monumentos
- La torre del "Leughenaer"
- La capilla Notre-Dame-des-Dunes
- La iglesia Saint-Eloi
- El Beffroi
- El ayuntamiento
- la estatua de Jean-Bart Y la plaza homónima
- la torre del armador
- El antiguo velero Duchesse Anne
- El barco de vapor Princess Elisabeth (actualmente un restaurante)
- La sede de la mancomunidad de "Dunkerque Grand Littoral"
- El faro del Risban
- Los antiguos baños de Dunkerque
- El antiguo mercado del azúcar ("La halle aux sucres")
- El barrio de Malo-les-Bains con sus mansiones "Les Malouines"
- El fuego de Saint-Pol
- La pasarela del "Grand Large"

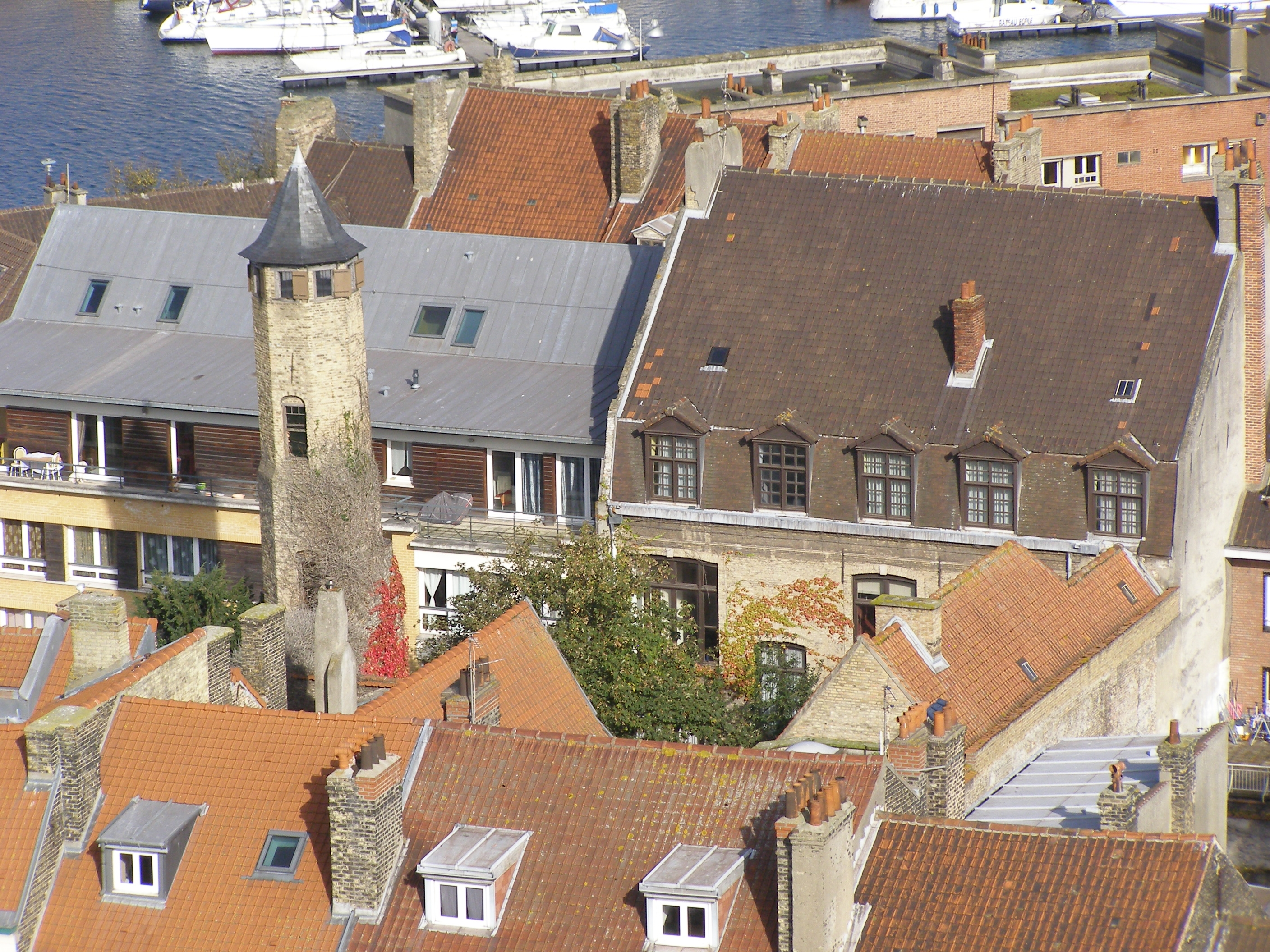
Torre del armador
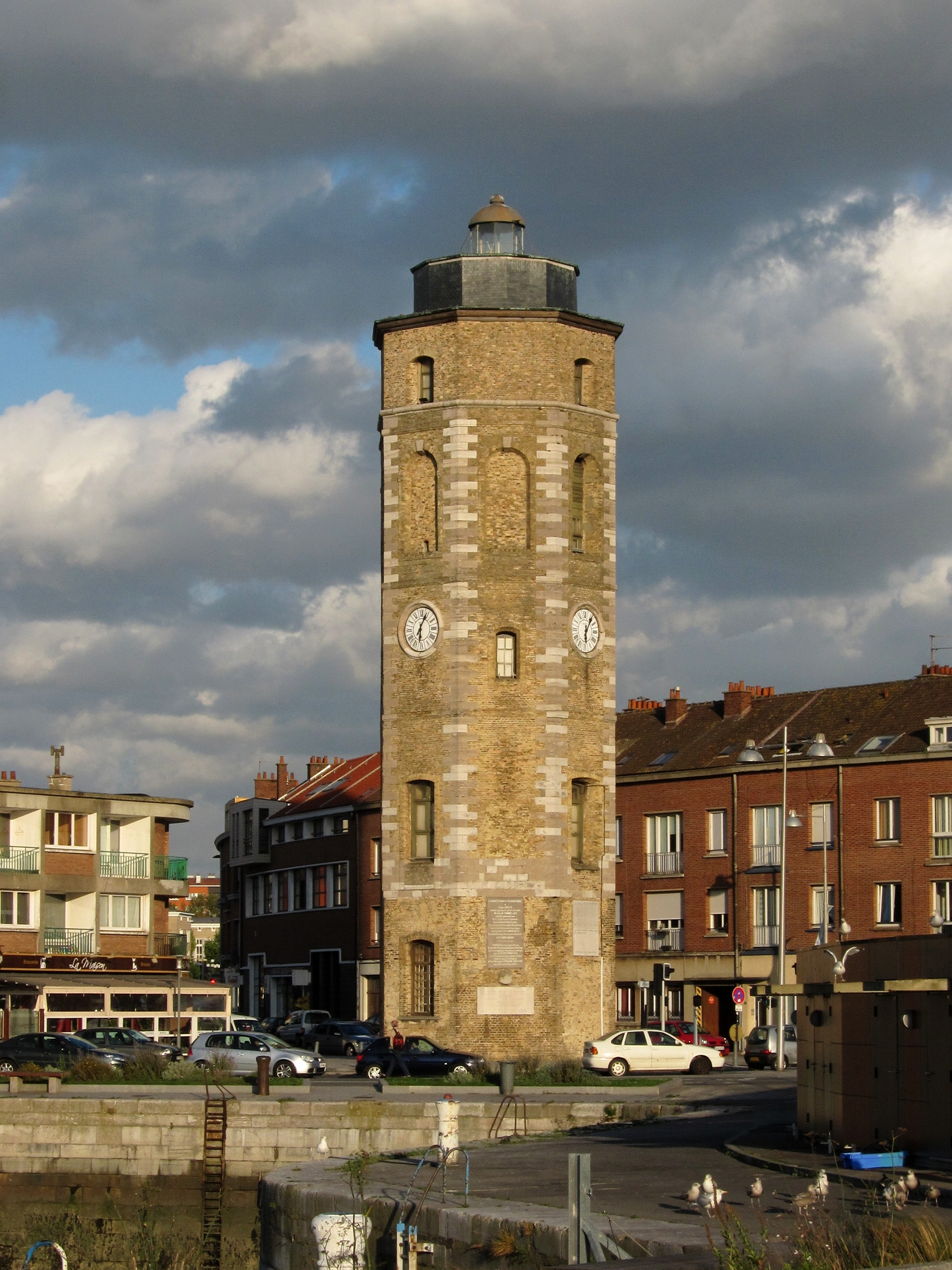
Torre del "Leughenaer"
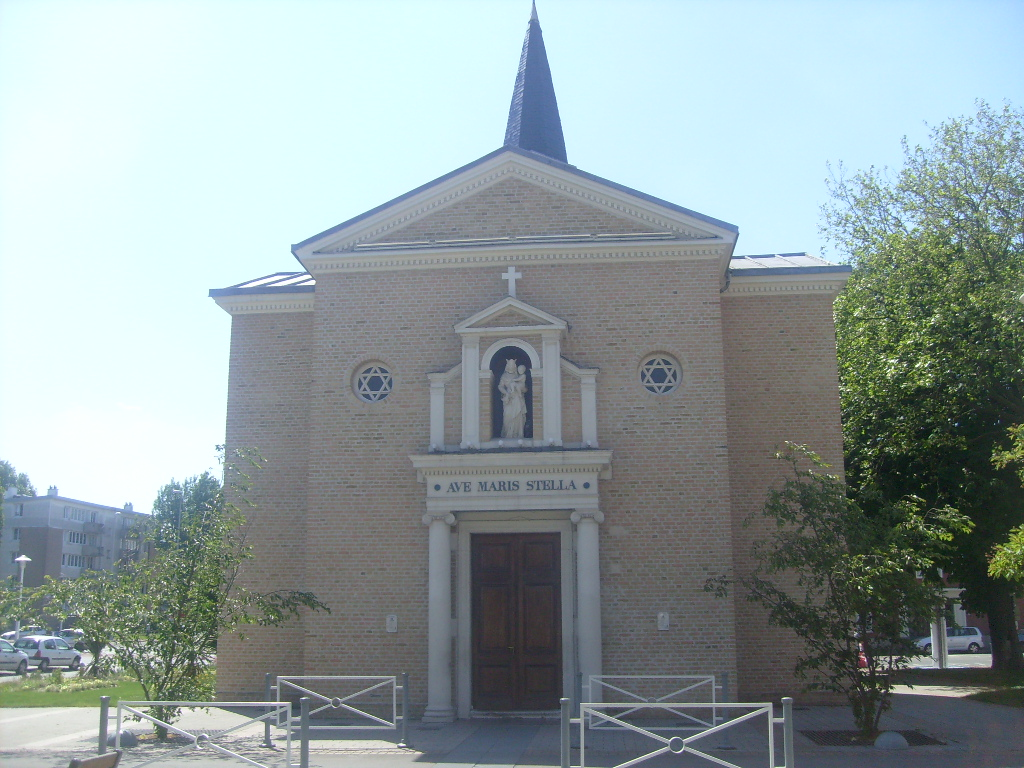
Cápilla Notre-Dame-des-Dunes
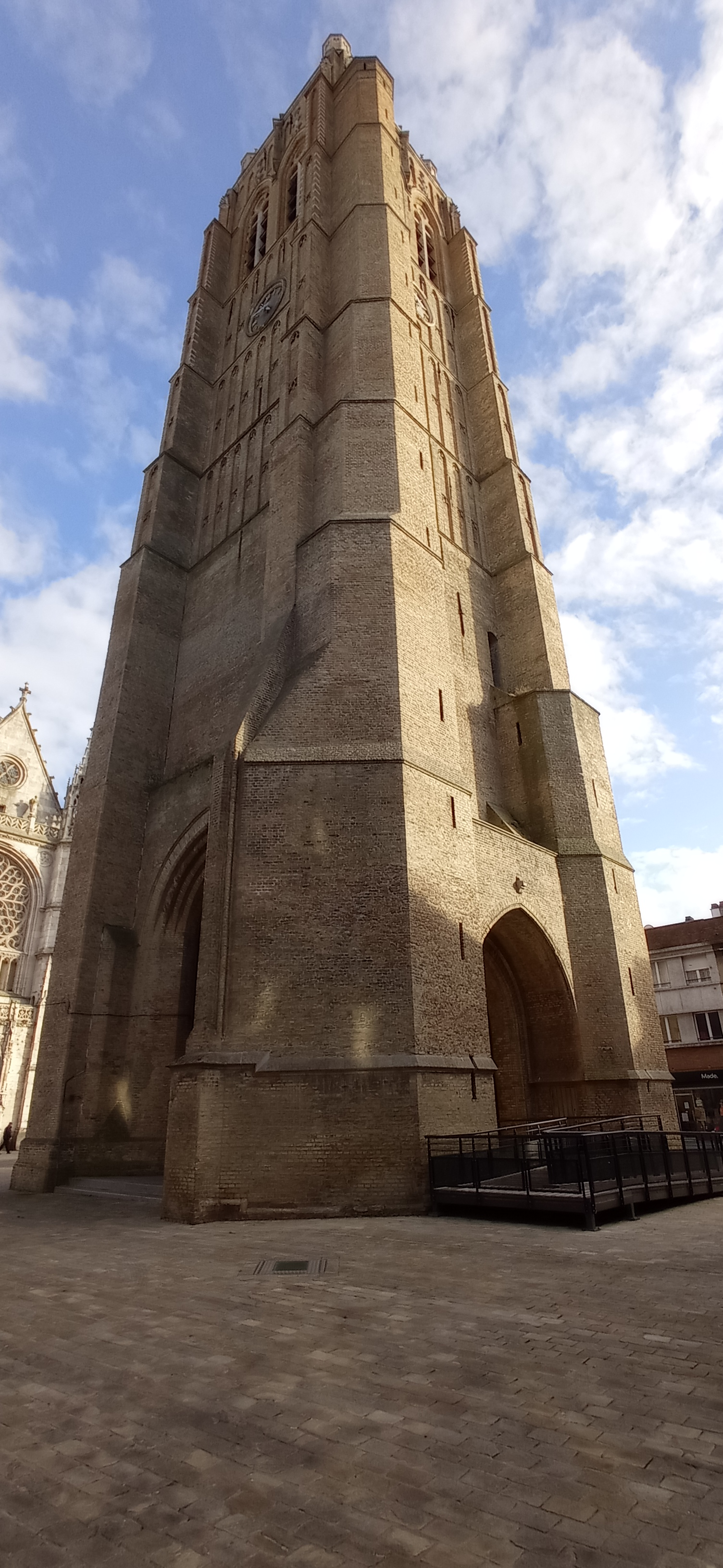
Beffroi de Dunkerque
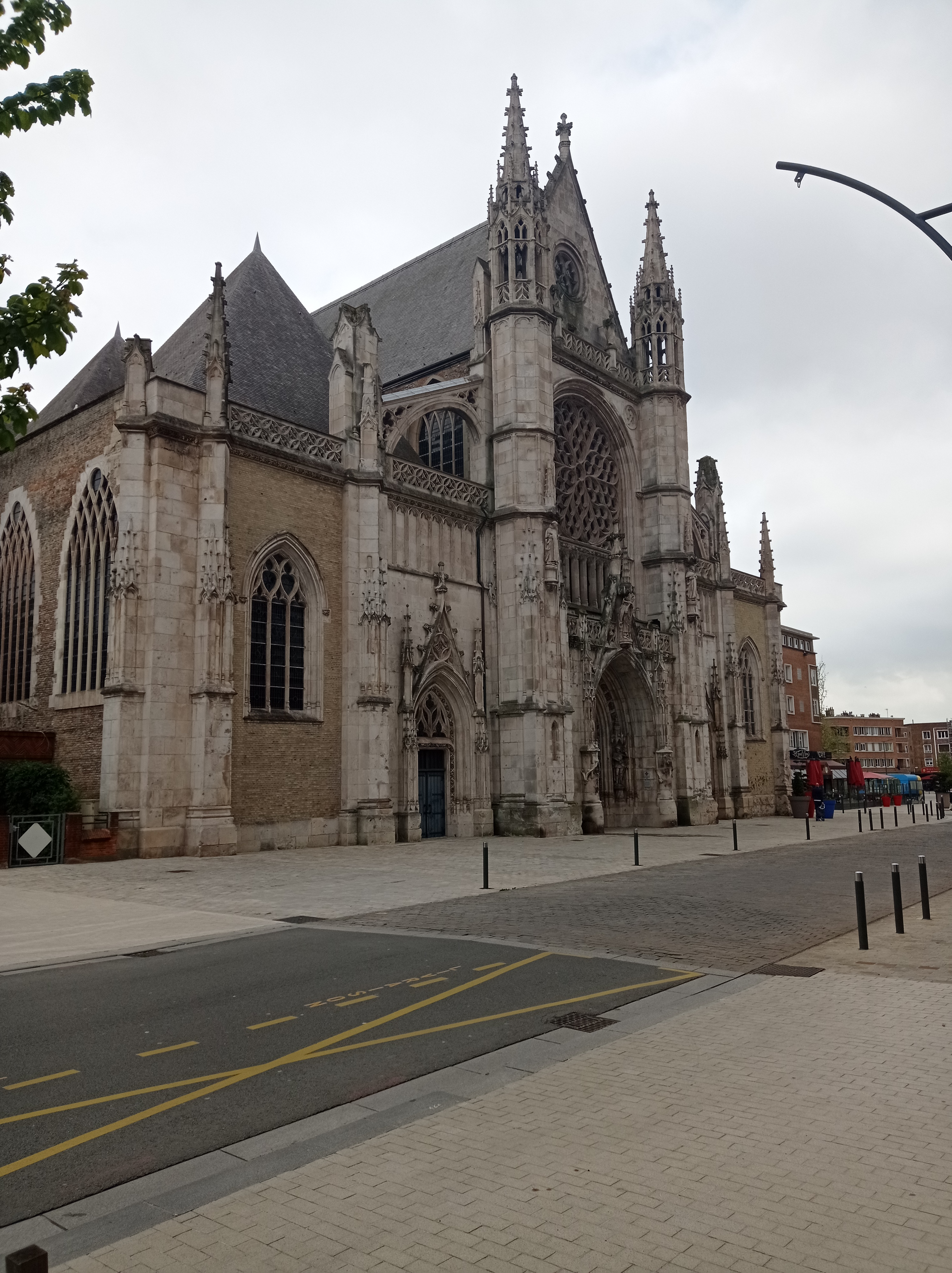
Iglesia Saint-Eloi
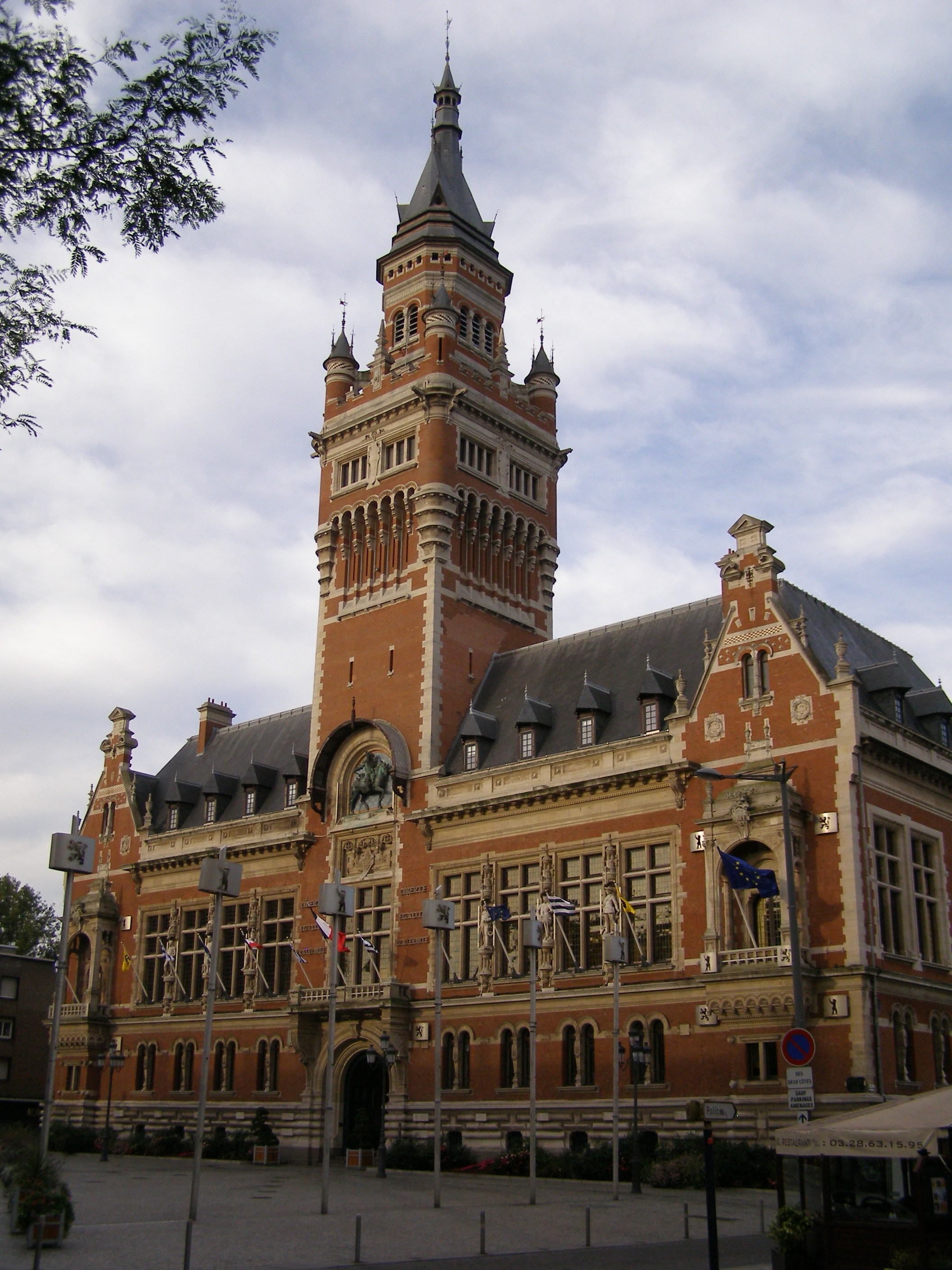
Ayuntamiento de Dunkerque
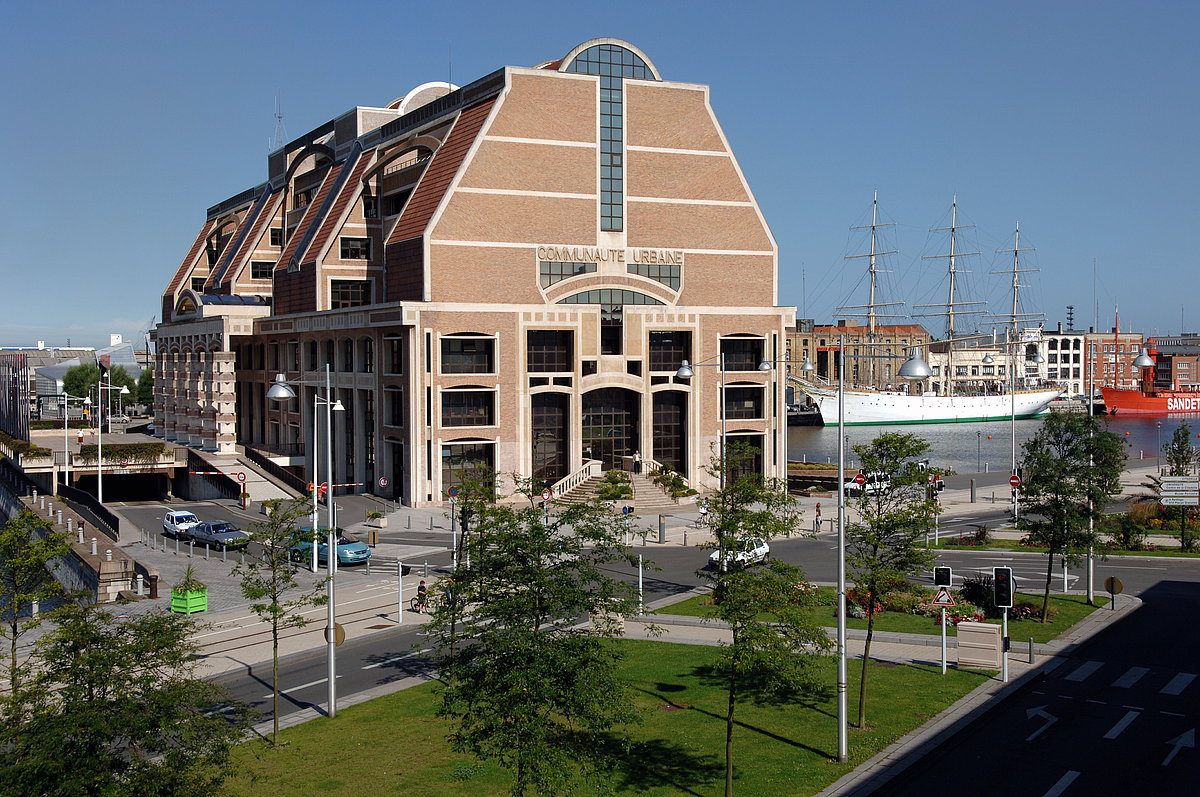
Sede de la mancomunidad
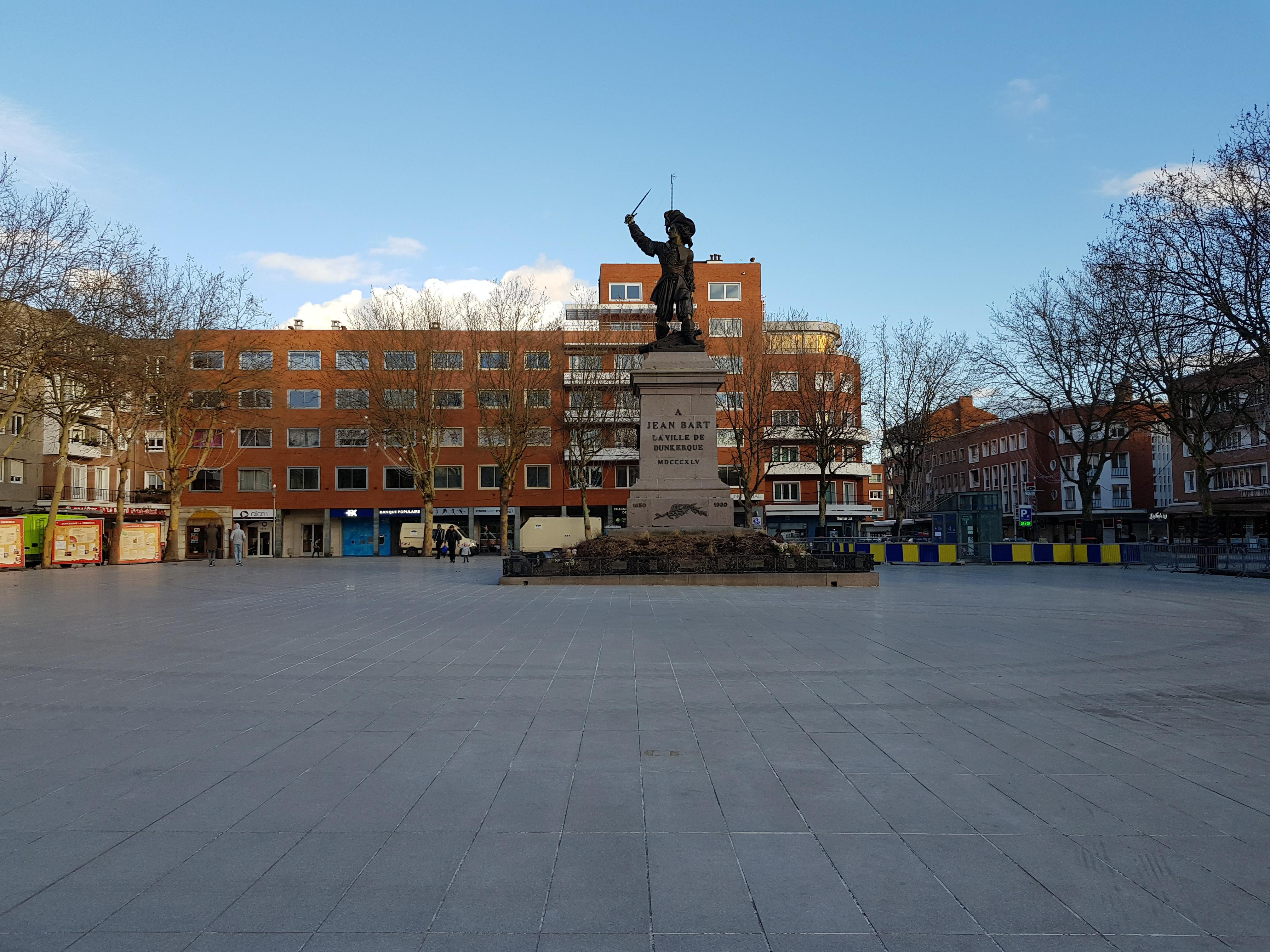
Plaza y estatua de Jean Bart
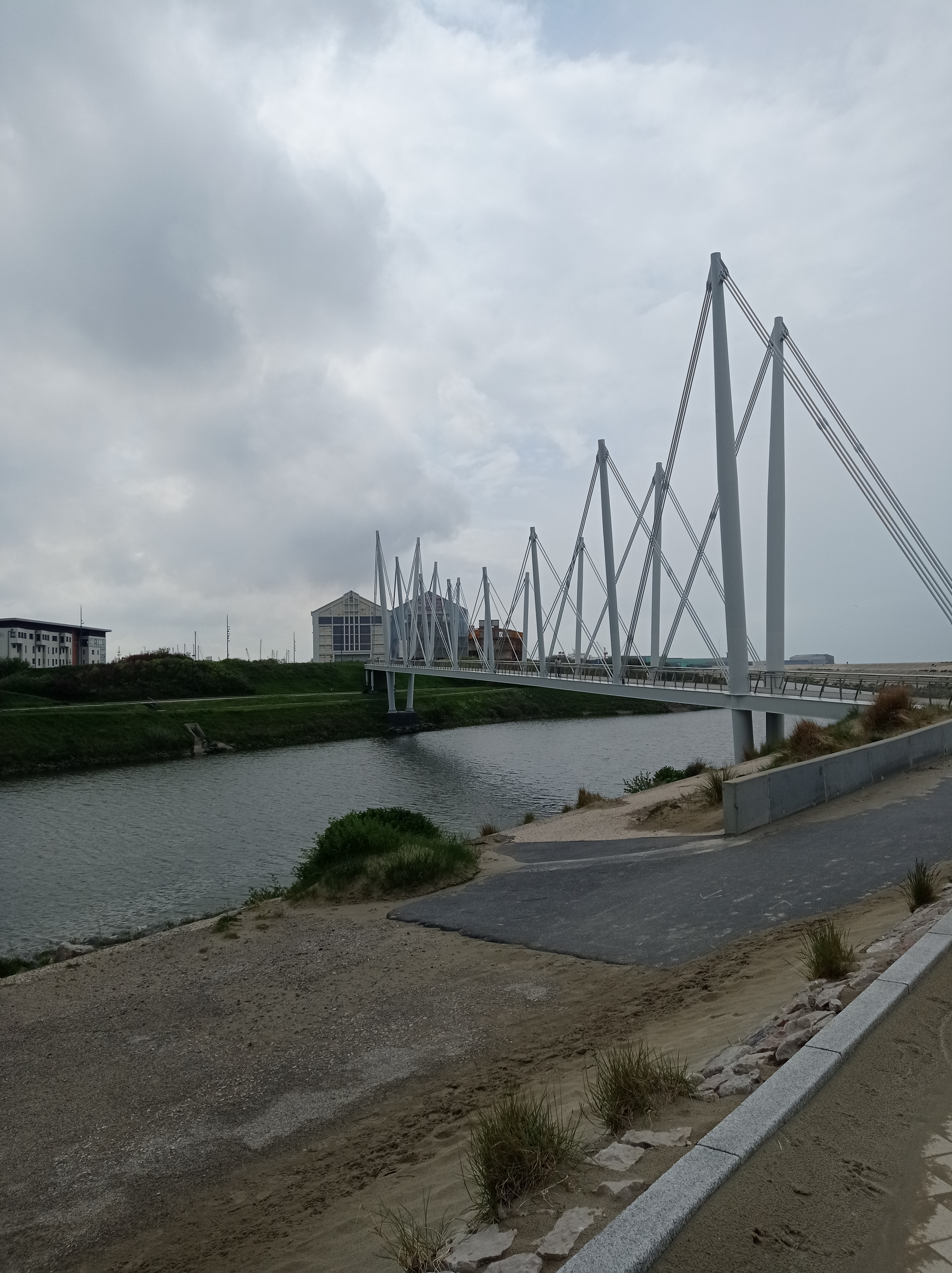
Pasarela del "Grand Large"
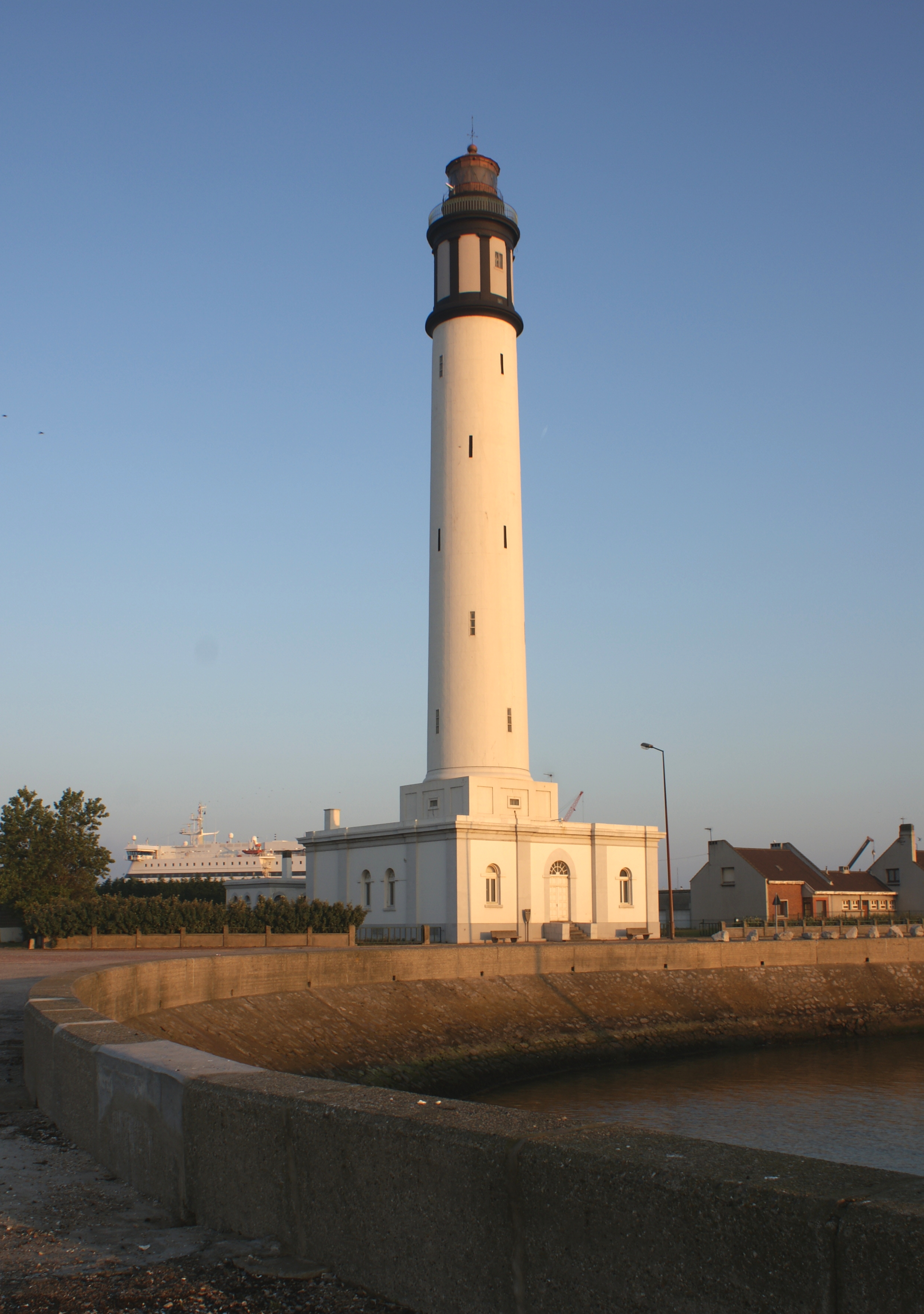
Faro del Risban
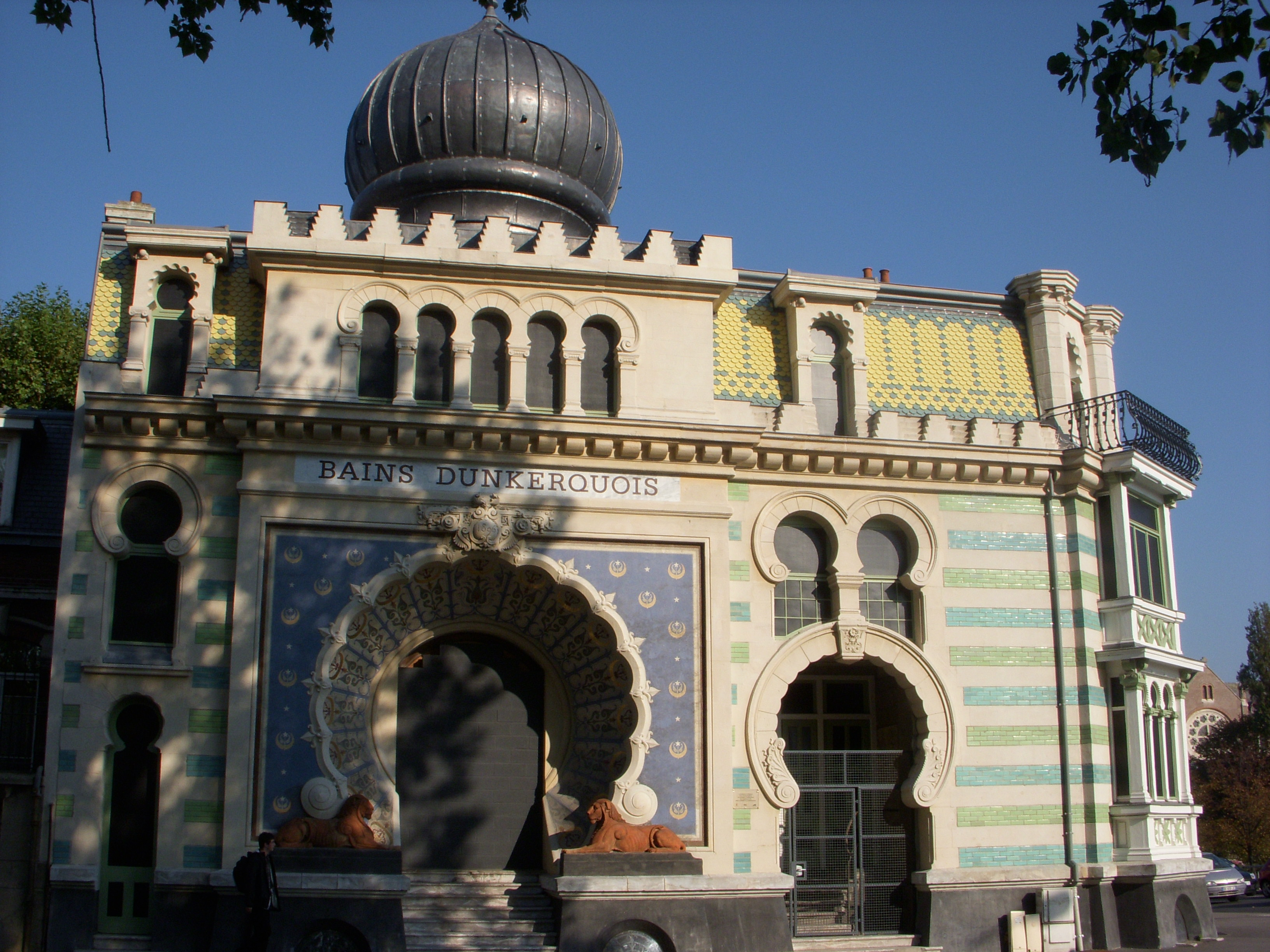
Los antiguos baños
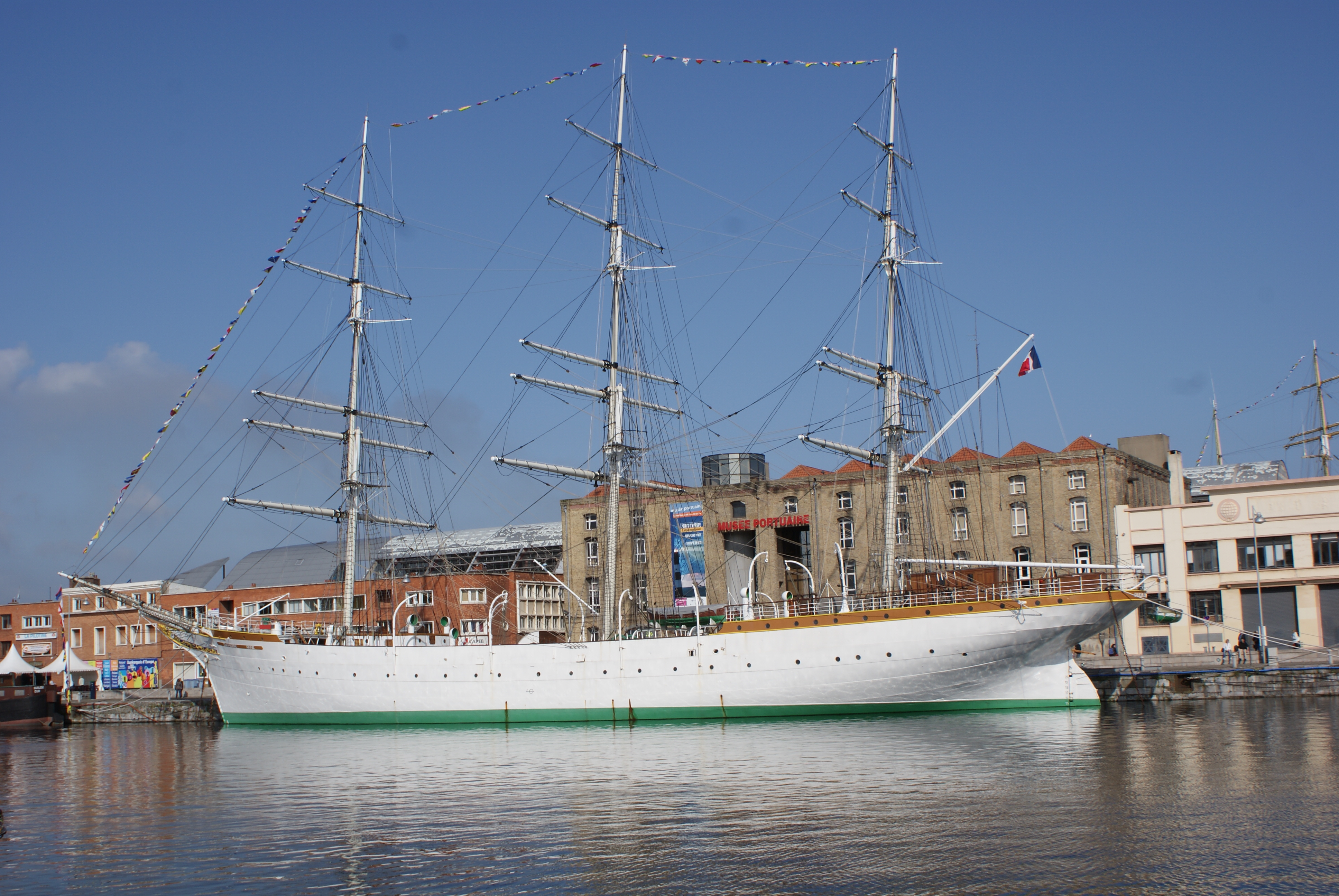
El velero Duchesse Anne
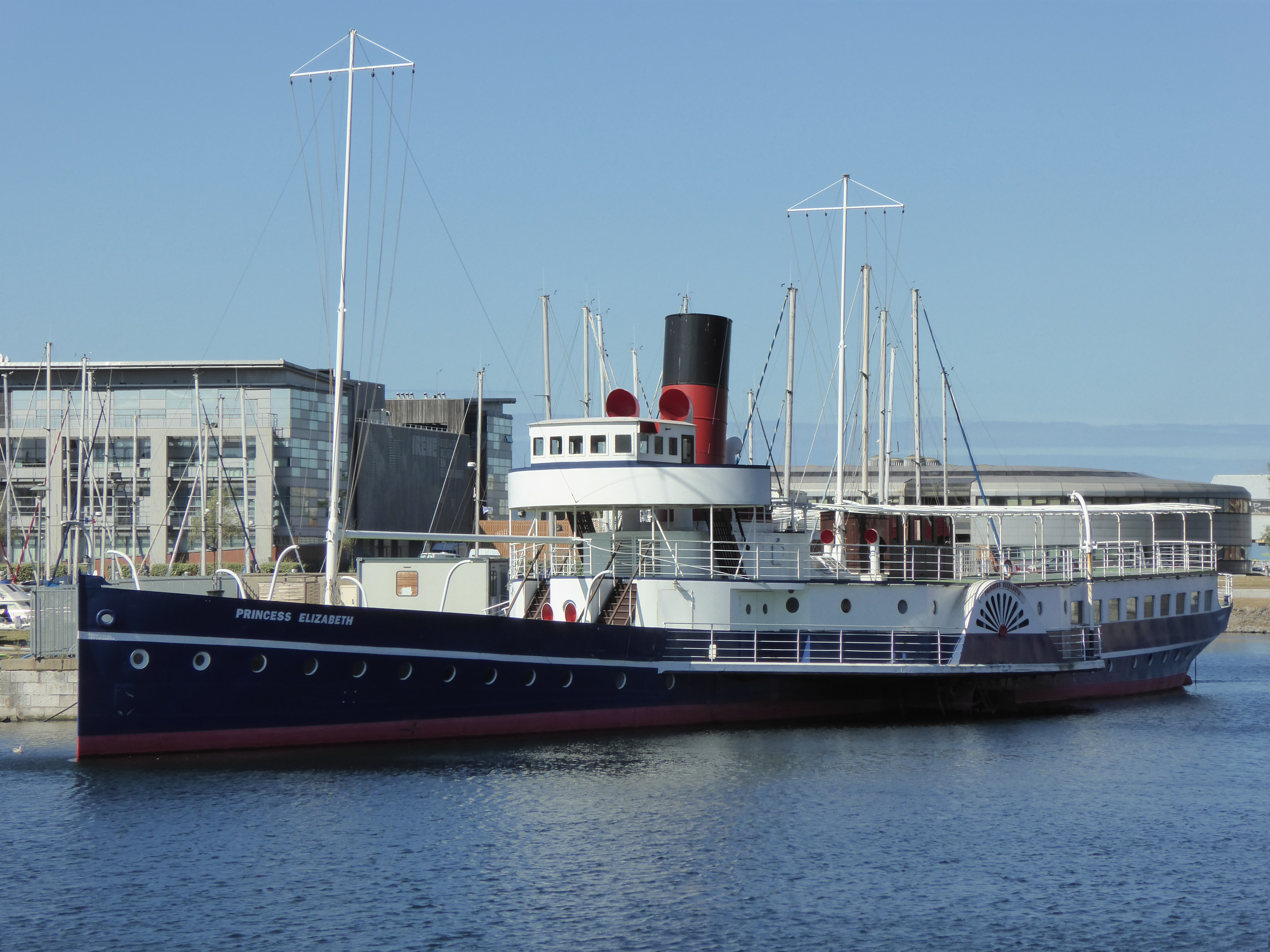
Barco de vapor Princess Elisabeth
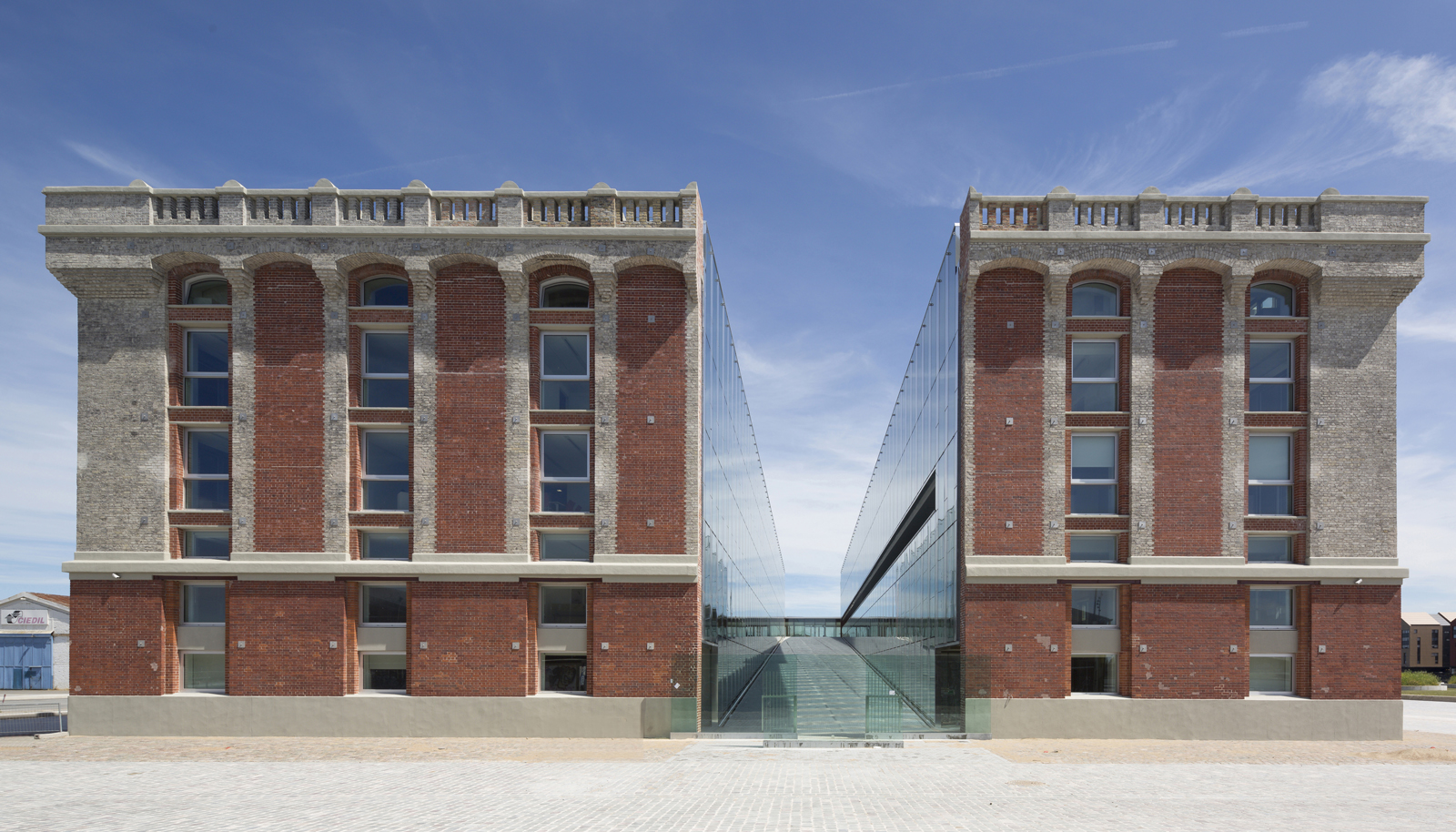
Antiguo mercado del azúcar

#### Museos y equipos culturales
- El teatro de Dunkerque, escena nacional llamada "le bateau feu"
- La biblioteca municipal, la "B!B"
- "Les 4 écluses", lugar muy conocido de los jóvenes para la música alternativa
- El "Kursaal", centro de convenciones de 15 000 m² en el que se organizan bailes del carnaval particularmente
- Un cine con 20 salas "Ocine", uno de los más importantes del área
- El Museo de Bellas Artes de Dunkerque. Cerrado desde 2015 con vistas a una remodelación de la oferta cultural de la ciudad. Entre tanto, se realza las colecciones del museo en asociación con instituciones culturales de la región.
- El "LAAC", Lugar de Arte y Acción contemporánea de Dunkerque
- La colección regional de arte contemporáneo ("FRAC" en francés)
- El museo portuario sobre la historia del puerto
- El Museo Dunkerque 1940 sobre la operación Dynamo

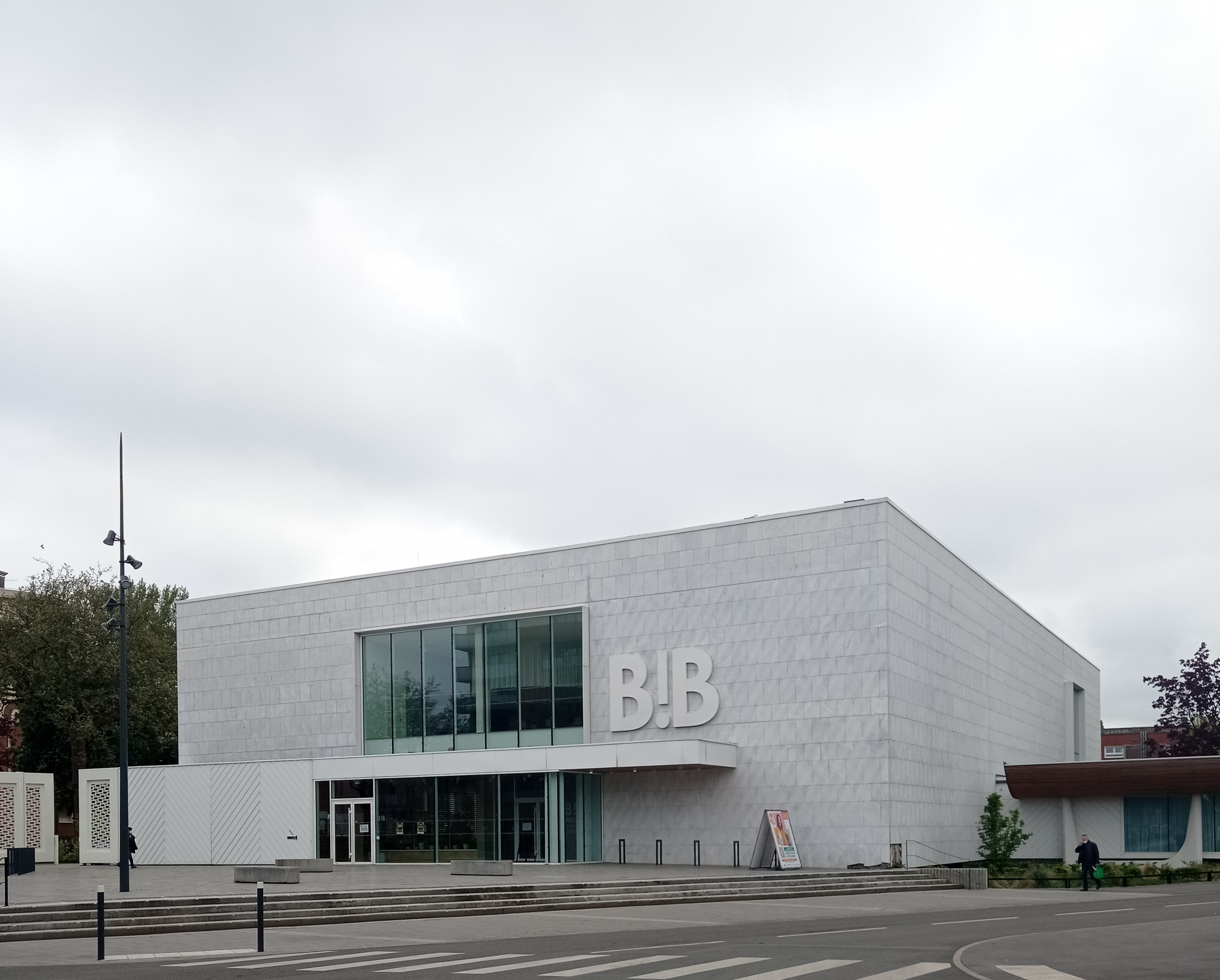
Biblioteca municipal
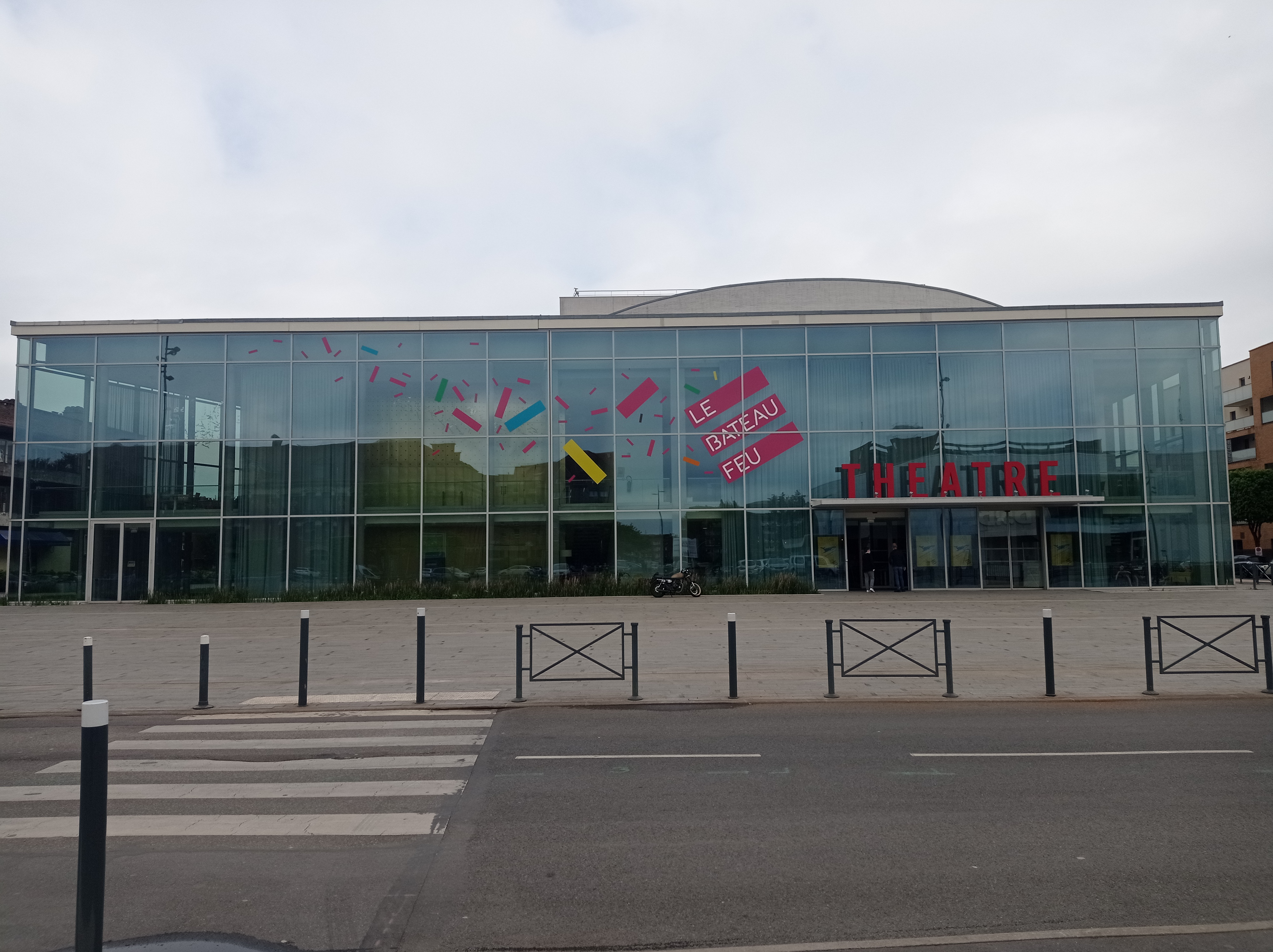
Teatro "le bateau feu"
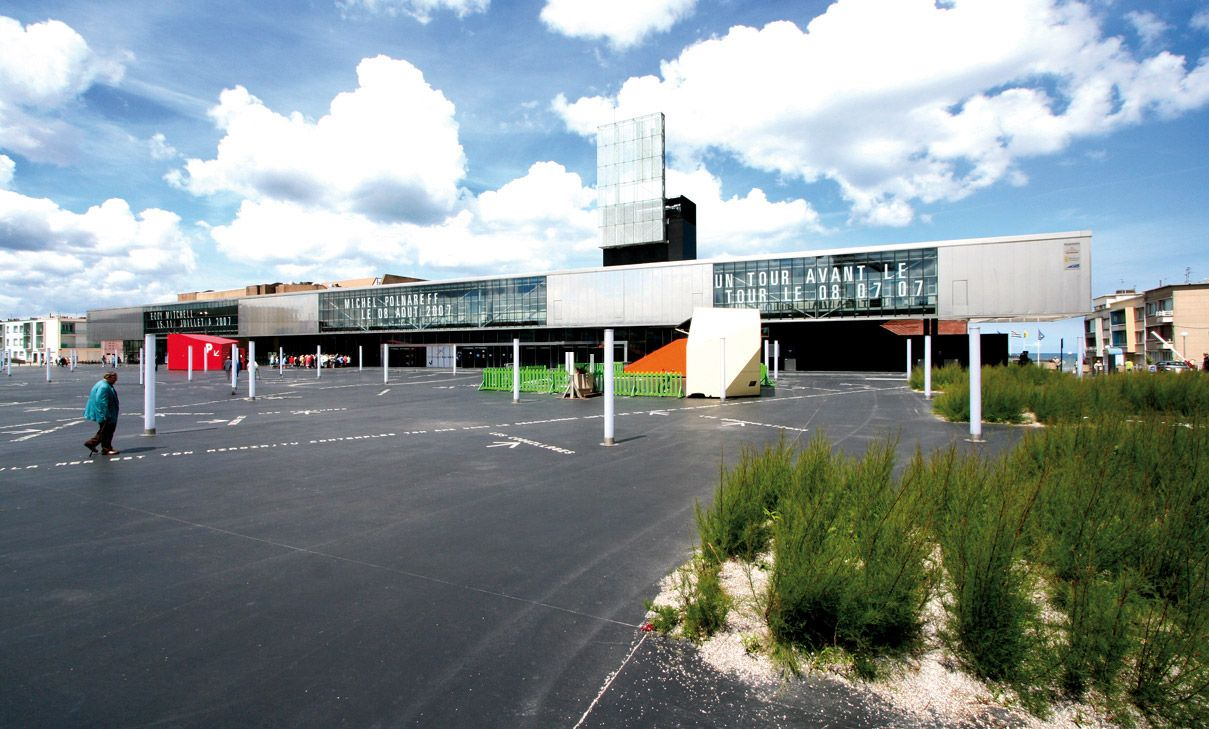
Centro de convenciones
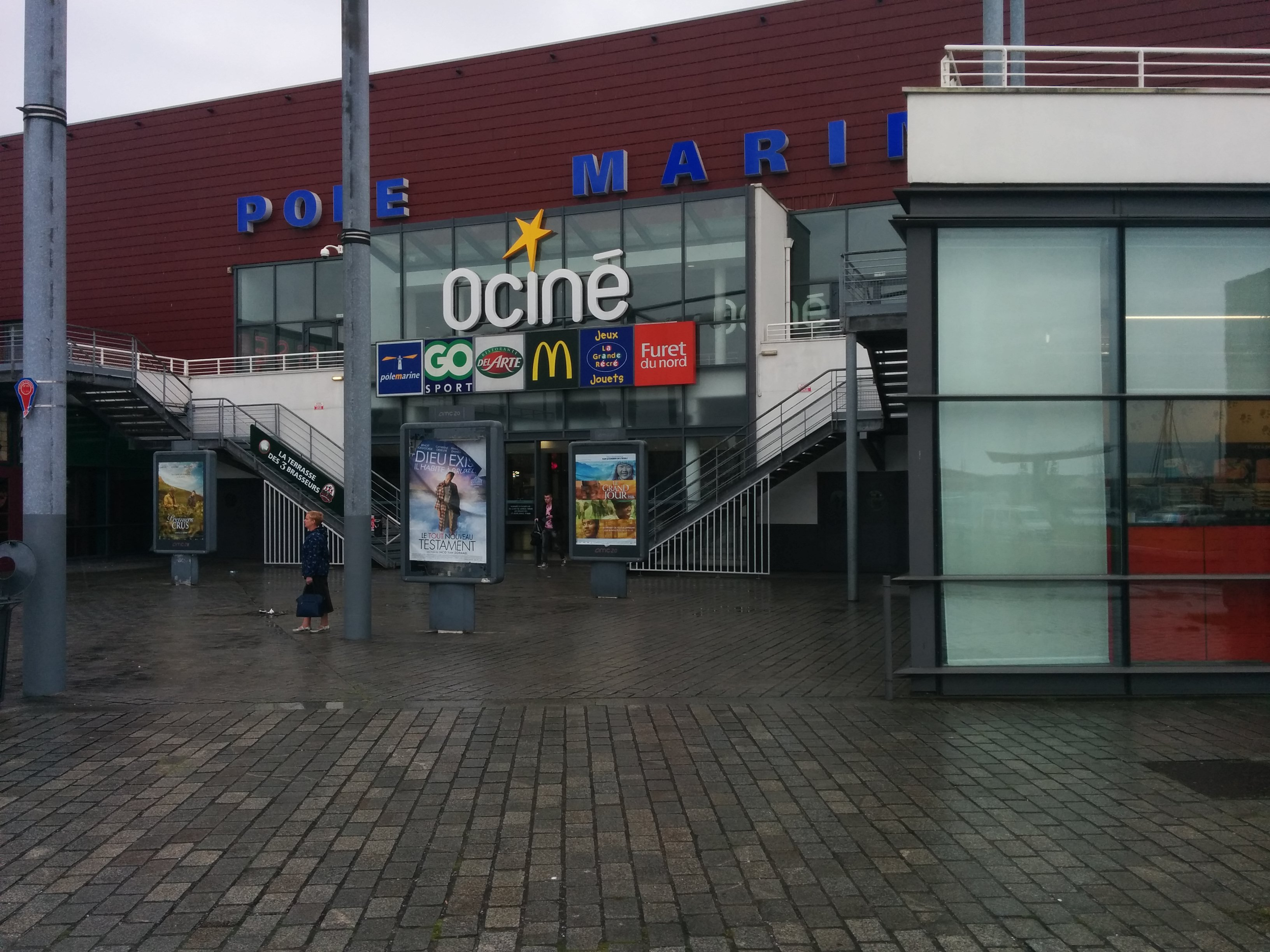
Cine "Ocine"
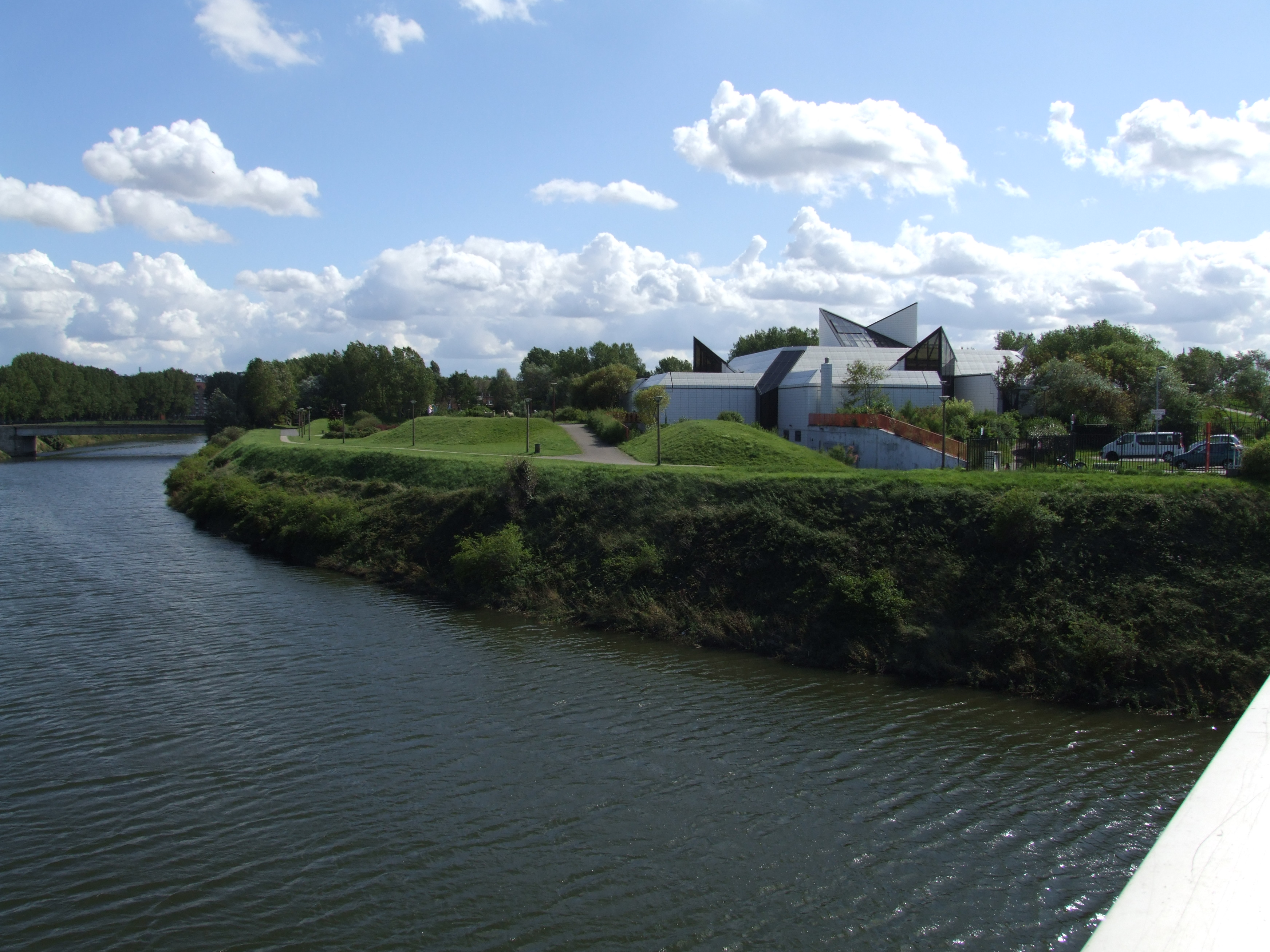
LAAC
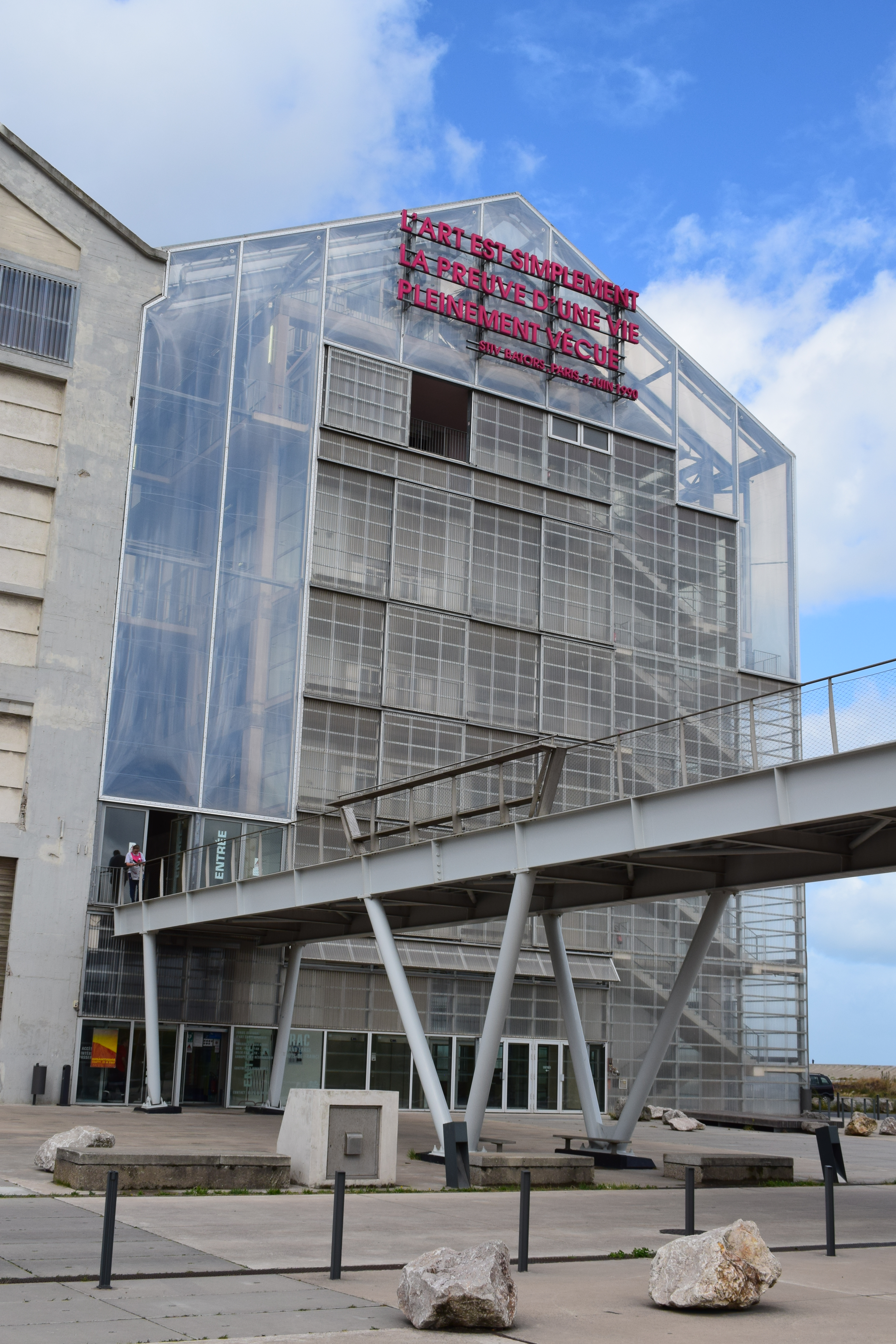
Colección Regional de Arte Contemporáneo (FRAC)
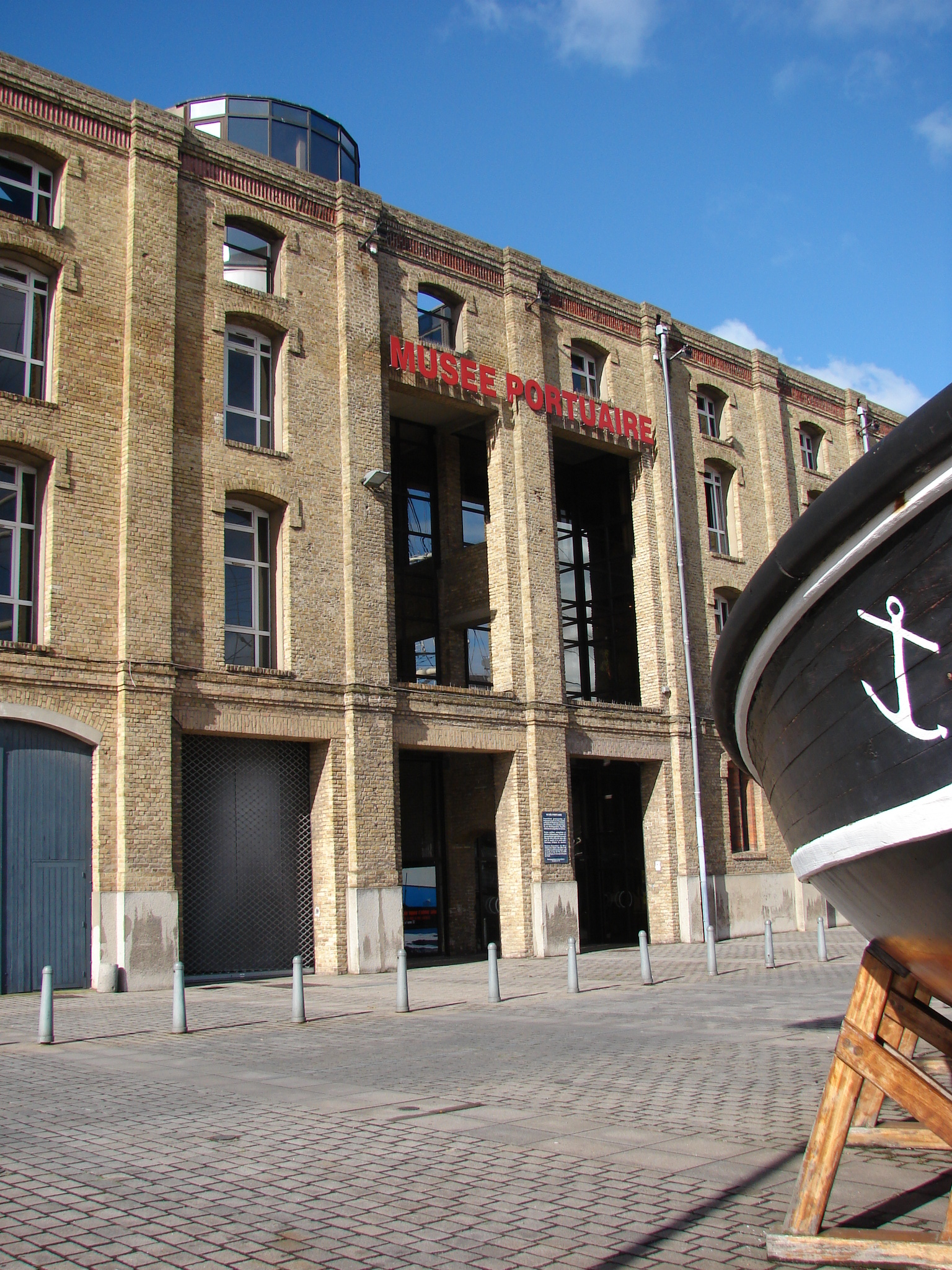
Museo portuario

#### Carnaval
El carnaval de Dunkerque es el evento principal que se desarrolla cada año en la ciudad. Se trata de un conjunto de festividades (desfiles y bailes) que van desde el principio de enero hasta finales de marzo (e incluso a veces hasta principios de abril) en la ciudad y las pueblos alrededores. Durante los desfiles (gratuitos) los "carnavaleux" (o sea el nombre que se da a los que desfilen disfrazados) van detrás de un orquesta a través las calles de la ciudad, al final del desfile principal el alcalde lanza desde el balcón del ayuntamiento arenques a la muchedumbre (fruto de la tradición pesquera del municipio). Durante los bailes (de pago) los "carnavaleux" festejan juntos en salas municipales al son de las músicas típicas del carnaval y de música más reciente.
El origen del carnaval data del año 1676 cuando personas enmascarados recorrían la ciudad. A finales del siglo XVII y XVIII, los armadores daban banquetes para los marineros que iban de pesca a Islandia arriesgando su vida. Estas fiestas fueron el inicio del desfile de los pesqueros ("Visschersbende" en flamenco) que era un evento diferente del carnaval hasta un año cuando los dos eventos tuvieron lugar el mismo día. Entonces nació el carnaval tal como es conocido en la actualidad al vestir máscaras y disfraces a la vez.

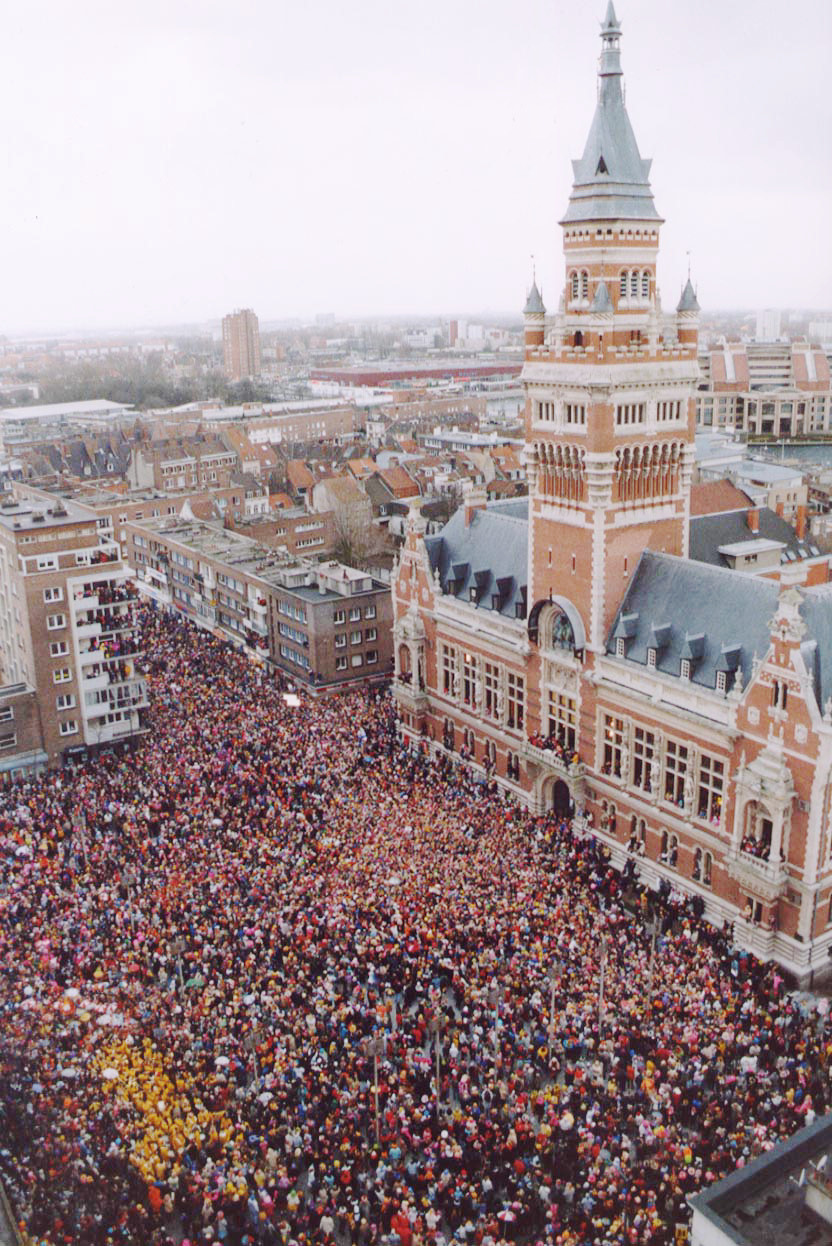
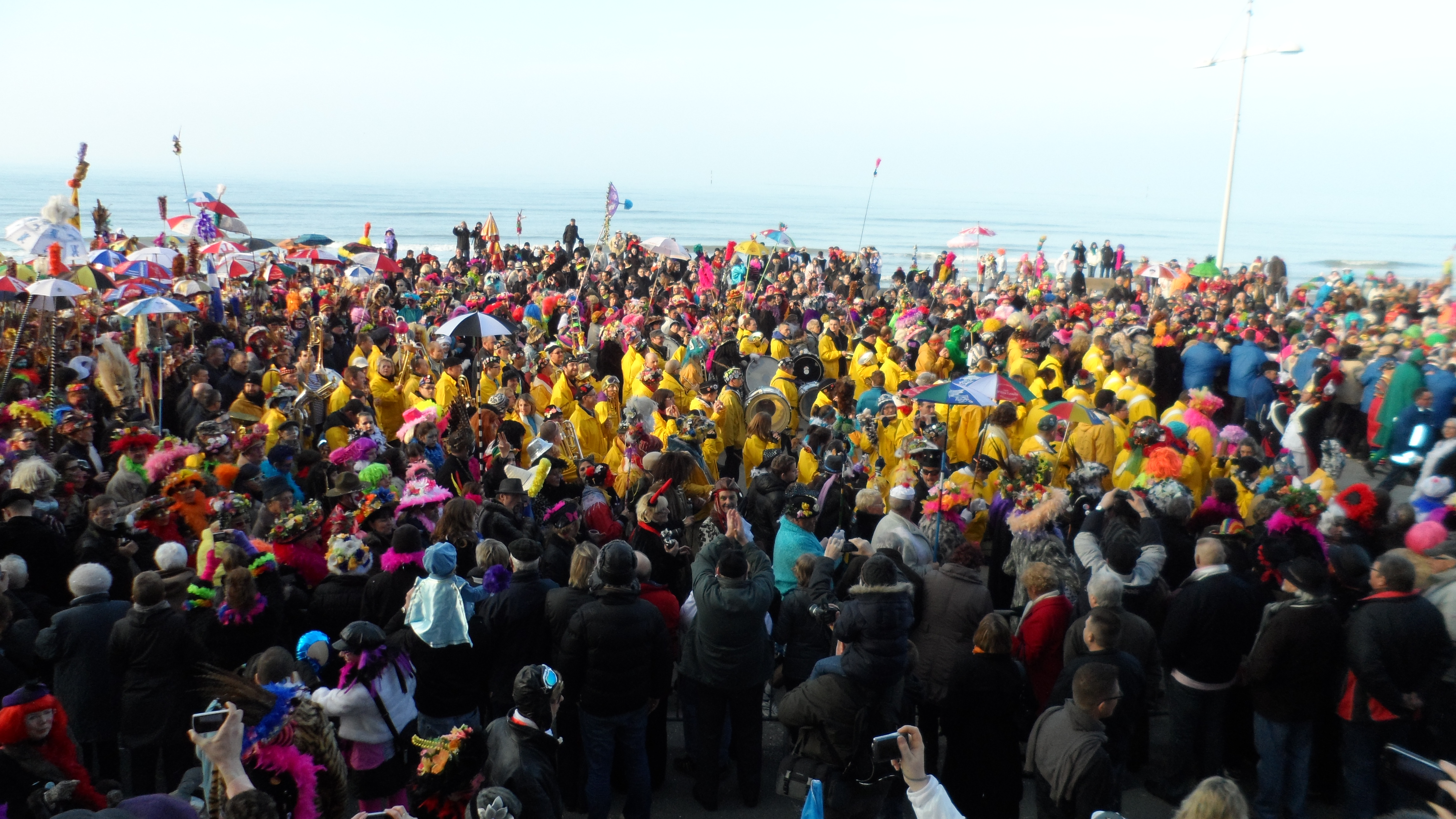
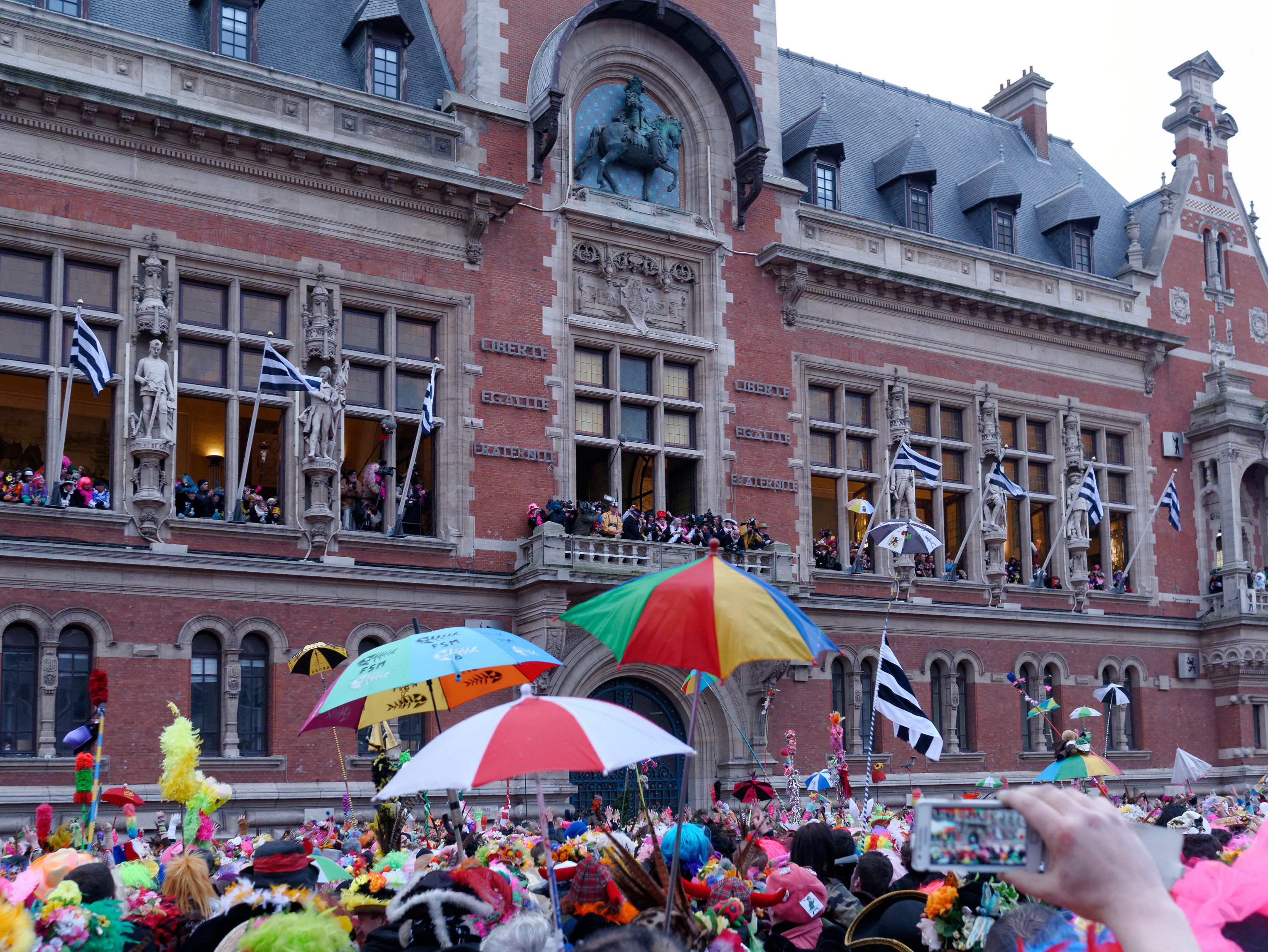

#### Gastronomía
La gastronomía local saca sus influencias principalmente de la cocina flamenca. Los platos tradicionales son :
- El "potjevleesch" : una terrina de carne de cerdo, conejo, pollo y ternero
- La carbonade flamenca
- Las moules-frites: mejillones con patatas fritas
- El "Welsh" de origen Galés: una rebanada de pan con jamón envuelto de Cheddar derretido en la cerveza
- La bebida local es la cerveza.

#### Dialecto e idioma
En la región de Dunkerque se habla un dialecto, el "dunkerquois" (dunquerqués), muy distinto del Ch'ti (dialecto hablado en el norte de Francia). Es un mezcla de francés y flamenco muy utilizado tanto en la esfera privada como el espacio público, especialmente durante el carnaval.
Aunque Dunkerque forma parte de la región histórica de Flandes, los hablantes de flamenco son cada vez menos y la ciudad no disfruta de su proximidad con Flandes en Bélgica pues la mayoría de las personas hablan francés.

#### Educación
La ciudad depende de la región académica de Lille. Es la sede principal de la Universidad del Litoral-Costa de Ópalo que tiene extensiones en Calais, Boulogne-Sur-Mer y Saint-Omer (estas tres ciudades están en el departamento vecino del Paso de Calais) y tiene alrededor de 5000 estudiantes.
Alberga también la Escuela Superior de Arte del Norte-Paso De Calais.

## Deportes
La ciudad alberga al club de fútbol USL Dunkerque, que se desempeña en la Ligue 2, el segundo nivel del fútbol nacional. Juega sus partidos de local en el Stade Marcel-Tribut cuyo aforo es de 4.900 espectadores.

#### Equipos deportivos
Según el ministerio del deporte, hay más de 200 equipos deportivos en la ciudad en 2013 entre los cuales un estadio municipal recién remodelado ("le stade tribut"), cinco piscinas municipales (de las que una piscina olímpica), un centro nacional de fútbol, un centro regional de vela, una base de vela, varios gimnasios y campos de fútbol, salas Multi-deportivas (El estadio de Flandes por ejemplo) y una pista de patinaje interior.